# 虹のコンキスタドール
虹のコンキスタドール（にじのコンキスタドール）は、日本の女性アイドルグループ。2014年にピクシブの「つくドル!プロジェクト」から誕生した、インドア系・正統派ユニット。所属事務所はディアステージ。略称は「虹コン」。ファンの呼称は「虹コンだいすきマン」。

## 概要
イラスト投稿ソーシャル・ネットワーキング・サービス「pixiv」を運営するピクシブは、クリエイティブな現場でも活躍できる次世代のアイドル「つくドル!」を育成するプロジェクト「つくドル!プロジェクト」を開催しており、その全国オーディションにより生まれた第一期生ユニット。
総合プロデューサーにはピクシブ株式会社取締役副社長であった永田寛哲が就き、デビュー曲は、でんぱ組.incプロデューサーの福嶋麻衣子、アニメーション監督の水島精二、楽曲提供の前山田健一（ヒャダイン）、振付師の竹中夏海、衣装デザインの岸田メルら一線で活躍するクリエーターが協力した。
衣装はピクシブが運営するコスプレ専門のソーシャル・ネットワーキング・サービス”Cure（キュア）”が全面協力した。
テーマは「毎日が文化祭！」であり、自分たちが思う「かわいい！」や「好き！」を追い求めるインドア系・正統派アイドルとされる。自称アイドル界イチの夏曲の多さを誇る。
名前の由来は、虹のような様々な色の個性でファンの心の征服者となることを目指すこと（コンキスタドール（Conquistador）はスペイン語で征服者）。また、イラスト投稿SNSサイトのpixivから生まれたアイドルであることに由来して「虹」と「2次元」が、文化祭をテーマにしていることから「征服」と「制服」が、掛詞となっている。
2016年7月、女性アイドルグループ・ベースボールガールズが「ベボガ!（虹のコンキスタドール黄組）」に改名（5月にピクシブプロダクション所属）、2018年1月6日に「ベボガ!」に改名するまで虹コンファミリーとして活動した。2017年8月には赤・青・黄組の選抜メンバー6人による虹組も結成された。

## メンバー

### 本科生メンバー
| 名前        | よみ            | ニックネーム        | 生年月日               | 加入期    | 出身地 | 血液型 | 担当色 | 備考 |
| ----------- | --------------- | ------------------- | ---------------------- | --------- | ------ | ------ | ------ | --- |
| 大和 明桜   | やまと あお     | アーオ              | 2002年5月23日（23歳）  | 2期       | 東京都 | B型    | 青     | 2015年8月26日に予科生から昇格 |
| 蛭田 愛梨   | ひるた あいり   | あいりちゃん        | 2004年3月5日（21歳）   | 5期       | 東京都 | B型    | 紫     | 2017年1月9日に予科生から昇格 |
| 隈本 茉莉奈 | くまもと まりな | まーりん            | 1998年7月27日（27歳）  | 5期       | 福岡県 | B型    | 藍色   | 元 w-Street FUKUOKA 元 結音YUION（結音EAST）兼任 2017年8月20日に予科生から昇格 |
| 桐乃 みゆ   | きりの みゆ     | みゆっぴ みっふぃー | 2001年1月16日（24歳）  | 9期       | 埼玉県 | B型    | 藍色   | 元 WILL-O' 元 結音YUION（結音EAST）兼任 2021年4月11日に加入 2025年8月31日卒業予定                                                                                                 |
| 的場 華鈴   | まとば かりん   | かりん              | 2000年12月30日（24歳） | 1期、11期 | 埼玉県 | A型    | 黄色   | 元 JSガール モデル 元3代目リーダー 2022年4月17日に卒業、同年6月4日に予科生のリーダーとして再加入 2023年7月8日に予科生から昇格                                                     |
| 石浜 芽衣   | いしはま めい   | めめ                | 2002年7月28日（23歳）  | 11期      | 茨城県 | O型    | 緑     | 2023年7月8日に予科生から昇格 |
| 尾林 結花   | おばやし ゆいか | ゆいちゃん          | 2001年10月22日（23歳） | 11期      | 愛知県 | O型    | 橙色   | 元 Give&Give（結花） 2023年7月8日に予科生から昇格 |
| 栗原 舞優   | くりはら まゆ   | まゆちゃん          | 2001年6月24日（24歳）  | 13期      | 栃木県 | B型    | 赤     | 元 リルネード 元 AIS -All Idol Songs- 2023年7月8日に予科生から昇格 |
| 川端 優     | かわばたゆう    | ゆうちゃん          | 2007年12月3日（17歳）  | 12期      | 北海道 | O型    | 黄色   | 新メンバーオーディション合格者 2024年7月15日に予科生から昇格 |
| 石原 愛梨沙 | いしはら ありさ | ありちゃ            | 2002年10月13日（22歳） | 10期      | 埼玉県 | O型    | 橙色   | 新メンバーオーディション合格者 2021年8月1日に加入 2022年12月に学業に専念するため活動休止を発表。 2024年4月5日、復帰（予科生） 2025年3月30日に予科生から昇格 2025年8月31日卒業予定 |
| 一宮 ゆい   | いちみや ゆい   | ゆいち              | 2000年8月30日（24歳）  | 14期      | 茨城県 | O型    | 紫     | 元 群青の世界 2024年4月5日に予科生として加入 2025年3月30日に予科生から昇格 |
| 青山 詩     | あおやま うた   | うーたん うたちゃん | 2006年2月21日（19歳）  | 15期      | 熊本県 | O型    | 赤     | 元 結音YUION（結音WEST） 2025年3月14日に予科生加入 同年5月6日に昇格 |

### 予科生メンバー
| 名前      | よみ        | ニックネーム | 生年月日             | 加入期 | 出身地 | 血液型 | 担当色 | 備考                                               |
| --------- | ----------- | ------------ | -------------------- | ------ | ------ | ------ | ------ | -------------------------------------------------- |
| 伊藤 舞依 | いとう まい | まいまい     | 2008年6月5日（17歳） | 15期   | 静岡県 | B型    | 桃色   | 元 DEARSTAGE研究生 2025年3月14日に予科生として加入 |
| 八木 遥叶 | やぎ はるか | やぎちゃん   | 2006年4月7日（19歳） | 15期   | 東京都 | O型    | 桃色   | 元 DEARSTAGE研究生 2025年3月14日に予科生として加入 |

### チーム編成
初期は先輩チーム赤組と後輩チーム青組として分かれていたがオリジナル楽曲はなかった。
2017年1月7日に大和明桜が青組から赤組に変更になり、青組を「サジタリアス流星群」と名付けた。
チームのオリジナル楽曲として、赤組の『天文学的ノンフィクション』（レインボウグラビティ収録）と青組（サジタリアス流星群）の『真夜中のテレフォン』（レインボウフェノメノン収録）が発表。後に加入した8期生山本莉唯は青組として『真夜中のテレフォン』歌唱に加わったが、9期生以降は両楽曲の歌唱に加わっていない。
上記2曲の歌唱メンバー（太字がレコーディングメンバー）
| チーム                     | メンバー                                                               |
| -------------------------- | ---------------------------------------------------------------------- |
| 赤組                       | 中村朱里、鶴見萌、的場華鈴、根本凪、大和明桜                           |
| 青組（サジタリアス流星群） | 隈本茉莉奈、清水理子、蛭田愛梨、岡田彩夢、片岡未優、山崎夏菜、山本莉唯 |

また、「ベボガ!（虹のコンキスタドール黄組）」との選抜チーム虹組の楽曲として、『集え!フロンティアーナ』（ベボガ!（虹のコンキスタドール黄組）アルバム『BBG!』収録）『恋のプレリュード』（アルバム『レインボウフェノメノン』収録）がある。
『集え!フロンティアーナ』『恋のプレリュード』のレコーディングメンバー
| チーム | メンバー           |
| ------ | ------------------ |
| 赤組   | 根本凪、的場華鈴   |
| 青組   | 片岡未優、清水理子 |
| 黄組   | 鹿目凛、水沢心愛   |

### 元メンバー
| 卒業日         | 名前                        | 生年月日                                                       | 加入期   | 出身地   | 所属                    | 担当色 | 備考 |
| -------------- | --------------------------- | -------------------------------------------------------------- | -------- | -------- | ----------------------- | ------ | --- |
|                | 宮古 あすか みやこ あすか   | 1999年1月5日（26歳）                                           | 2期      | 青森県   | イラストレーターチーム  |        | 予科生として活動辞退 |
|                | 金子 みずき かねこ みずき   | 1998年11月28日（26歳）                                         | 1期      | 静岡県   | イラストレーターチーム  |        | 予科生として活動辞退 |
| 2015年8月18日  | 岩倉 あずさ いわくら あずさ | 2000年3月22日（25歳）                                          | 3期      | 東京都   | 声優チーム              |        | 予科生として活動辞退 現 WITH LINE所属 |
| 2015年8月21日  | 吉村 菜々 よしむら なな     | 1999年8月2日（26歳）                                           | 1期      | 神奈川県 | 声優チーム              |        | 予科生として活動辞退 |
| 2015年10月21日 | 西 七海 にし ななみ         | 1996年10月9日（28歳）                                          | 1期      | 東京都   | 声優チーム              |        | |
| 2015年10月24日 | 木下 ひより きのした ひより | 1997年12月9日（27歳）                                          | 1期      | 東京都   | 声優チーム              |        | ガールズバンド「凸凹凸凹-ルリロリ-」の木下ひなこの妹 |
| 2016年4月6日   | 伊藤 有香 いとう ゆか       | 1998年1月12日（27歳）                                          | 3期      | 東京都   | 声優チーム              |        | 予科生として活動辞退 その後「穂村ゆうか」に改名し秋葉原ディアステージ所属→ENGAG.ING→煌めき☆アンフォレント→輝星★Cosμ’n.→夜宙☆ShiNew’を経て2024年5月から雨のち、ハレーションで活動中                                                                                              |
| 2016年5月22日  | 長田 美成 ながた みなり     | 1997年12月17日（27歳）                                         | 1期      | 山口県   | コスプレイヤーチーム    |        | 初代委員長 元w-Street FUKUOKA 契約解除により脱退。 2022年7月11日から2023年1月30日（活動休止）まで煌めき☆アンフォレント→輝星★Cosμ’n.移籍後2023年5月脱退、2024年5月よりFULIT BOXメンバーとして活動再開（2025年3月脱退）                                                           |
| 2016年6月10日  | 甲斐 莉乃 かい まりの       | 1998年3月30日（27歳）                                          | 2期      | 神奈川県 | イラストレーターチーム  |        | 公式イラストレーターに就任 予科生として活動辞退 2019年5月から2022年7月までRAYメンバー。2022年9月から2024年9月まで水槽とクレマチスメンバー 音楽活動と並行してイラストレーターとしても活動中                                                                                      |
| 2016年9月10日  | 重松 佑佳 しげまつ ゆか     | 1996年5月20日（29歳）                                          | 1期      | 福岡県   | コスプレイヤーチーム    |        | 初代副委員長 |
| 2017年1月31日  | 石原 深愛 いしはら みあ     | 2000年6月24日（25歳）                                          | 4期      | 静岡県   |                         |        | 元 かなやまちゃっぴーズ 予科生として活動辞退 |
| 2017年7月22日  | 荒井 紗也香 あらい さやか   | 2000年7月22日（25歳）                                          | 7期      | 宮城県   | 振付師チーム            |        | 元 ステップワン所属（元 Happy Dance、元 美人餅屋） 妹は荒井百合香（元パクスプエラ） 予科生として活動辞退 |
| 2018年1月7日   | 陶山 恵実里 すやま えみり   | 1999年5月26日（26歳） （公式には「紀元前 9万8001年05月26日」） | 1期      | 地獄     | 声優チーム              |        | 現 マウスプロモーション所属 |
| 2018年1月7日   | 奥村 野乃花 おくむら ののか | 2001年1月9日（24歳）                                           | 1期      | 東京都   | コスプレイヤーチーム    |        | 卒業後リルネードをプロデュースしていた |
| 2020年12月31日 | 片岡 未優 かたおか みゆ     | 1999年2月7日（26歳）                                           | 6期      | 愛知県   | 声優チーム              | 藍色   | 虹組。元 あぃ♡かちゅ（木崎未優名義） 卒業後ソロのグラビアアイドルに転向、ゼロイチファミリア所属を経て現在はどーぴんぐ疑惑で活動中 |
| 2021年3月23日  | 山本 莉唯 やまもと りお     | 2003年6月16日（22歳）                                          | 8期      | 宮城県   |                         | 黄色   | 大学進学のため卒業、引退 |
| 2022年4月17日  | 根本 凪 ねもと なぎ         | 1999年3月15日（26歳）                                          | 1期      | 茨城県   | イラストレーターチーム  | 緑     | 虹組。元 水戸ご当地アイドル（仮）候補生 2017年12月30日よりでんぱ組.inc（2022年4月30日卒業）兼任 2022年5月3日に自身のYouTubeチャンネルにてVTuberに転身 卒業後も引き続きディアステージに在籍、ソロ活動と並行して2024年7月より新生清竜人25の新夫人「第103夫人 清凪」としても活動中 |
| 2024年1月31日  | 山崎 夏菜 やまさき なな     | 2002年5月25日（23歳）                                          | 5期      | 神奈川県 | 振付師チーム            | 青     | 元 きゃりーキッズ 2017年1月9日に予科生から昇格 卒業後はTikTokerに転向 Unlock所属（2025年時点） |
| 2024年1月31日  | 大塚 望由 おおつか みゆ     | 2000年12月20日（24歳）                                         | 2期、9期 | ドイツ   | イラストレーターチーム  | 黄色   | 2015年8月26日に予科生から昇格 2017年5月5日に卒業、2021年4月11日に復帰 2022年12月に学業に専念するため活動休止を発表、2023年4月に活動再開。 2023年8月から結音YUION（TORA名義）と兼任（2023年12月21日卒業） 卒業とともに引退                                                       |
| 2024年2月29日  | 原田 珠々華 はらだ すずか   | 2002年6月24日（23歳）                                          | 11期     | 神奈川県 |                         | 青     | 元 アイドルネッサンス 2023年7月8日に予科生から昇格 卒業後はコンカフェ嬢に転身 |
| 2024年3月10日  | 澤村 光彩 さわむら きらり   | 2003年11月5日（21歳）                                          | 13期     | 石川県   |                         | 桃色   | 元 ほくりくアイドル部、pamplepop 予科生として活動辞退 TikTokerからソロアーティストに転向 Unlock所属（2025年時点） |
| 2024年8月17日  | 岡田 彩夢 おかだ あやめ     | 2000年8月8日（25歳）                                           | 5期      | 熊本県   | イラストレーターチーム  | 緑     | 2017年1月9日に予科生から昇格 @JAM EXPO 2023期間限定ユニット「夏の月を夢みて」メンバー 卒業後も引き続きディアステージに在籍しソロアイドル活動中 |
| 2024年8月17日  | 神田 ジュナ かんだ じゅな   | 2002年7月19日（23歳）                                          | 10期     | 千葉県   |                         | 橙色   | 元 虹のファンタジスタ、#DSPMSTARS 2021年8月1日に加入 2024年8月末に所属事務所を退社 |
| 2025年2月9日   | 中村 朱里 なかむら あかり   | 1998年1月30日（27歳）                                          | 1期      | 千葉県   | 声優チーム 振付師チーム | 赤     | 結成メンバー 2025年4月18日、鶴見・清水と新ユニットB≡FULLESTを結成 |
| 2025年2月9日   | 鶴見 萌 つるみ もえ         | 1996年12月5日（28歳）                                          | 1.5期    | 東京都   | コスプレイヤーチーム    | 紫     | 2014年10月30日に予科生から昇格 @JAM EXPO 2018期間限定ユニット「MEY」メンバー 現B≡FULLEST |
| 2025年2月9日   | 清水 理子 しみず りこ       | 1997年1月28日（28歳）                                          | 5期      | 和歌山県 | コスプレイヤーチーム    | 赤     | 元 81moment 2017年1月9日に予科生から昇格 現B≡FULLEST |

## 略歴

### 2014年
- 5月16日、クリエイターアイドル「つくドル!」発掘オーディション開催告知。
- 7月22日、グループ名とメンバーを発表。公式サイトをオープン、公式ブログを開始。
- 8月3日、TOKYO IDOL FESTIVAL 2014においてお披露目。
- 8月29日、公式ファンクラブ「虹コンだいすきクラブ」発足。
- 9月7日、AKIBAカルチャーズ劇場にて、「虹のコンキスタドール」初の単独公演「中二病でもアイドルがしたい!」を開催。以後、月例定期公演を開催。
- 9月7日、メンバーを定期的に評価する通信簿システムを発表。
- 9月7日、鶴見萌が予科生として活動開始。
- 10月25日、pixiv祭（10月25日から11月24日に渡り開催）に参加し、公式テーマソング「ぴくしぶおんど」のCDを1万枚限定で無料配布。
- 10月30日、予科生として活動してきた鶴見萌が、正規メンバーとして加入。
- 11月3日、第2期「つくドル!」オーディションの開催を発表。
- 12月17日、1stシングル「にじいろフィロソフィー」をリリース。

### 2015年
- 1月11日、初ワンマンライブ『革命的xxx』を新宿BLAZEにて開催。第2期生オーディションの合格者4名をお披露目。
- 2月22日、第3期「つくドル!」オーディションの開催を発表。
- 4月8日、2ndシングル「やるっきゃない!2015/ブランニューハッピーデイズ」をリリース。
- 5月3日、月例公演において、第3期生オーディションの合格者2名をお披露目。新たに「振付師チーム」を発足。
- 5月8日、アソビシステムとアイドル横丁が設立した新レーベル『FUJIYAMA PROJECT JAPAN』へ移籍[22]。
- 8月4日、第4期「つくドル!」オーディションの開催を発表。
- 8月18日、「つくドル!プロジェクト」予科生の岩倉あずさが活動辞退。
- 8月21日、「つくドル!プロジェクト」予科生の吉村菜々が活動辞退。
- 8月25日、3rdシングル「THE☆有頂天サマー!!」をリリース。
- 8月29日、2ndワンマンライブ『第2回 虹のコンキスタドール チキチキ これやってみたかってん!絶対においしいワンマンライブ〜全て倒すまで帰れま10〜』を笹塚ボウルにて開催。大塚望由、大和明桜が予科生から昇格。
- 10月21日、西七海が卒業。
- 10月24日、3rdワンマンライブ『虹コンなりのハロウィン・ナイト』を渋谷クラブクアトロにて開催。木下ひよりが卒業し、卒業セレモニーをライブ内で行う。
- 11月1日、虹のコンキスタドールの新メンバーオーディション開催を発表。

### 2016年
- 2月10日、定期公演「虹色健康家族2016」において、つくドル!プロジェクトの新予科生・石原深愛をお披露目。
- 2月11日、4thシングル「戦場の聖バレンタイン」を聴けるTシャツとしてリリース。
- 2月14日、初のライブツアーとなる「戦場の聖バレンタイン 東名阪TOUR」を追加公演を含め東京、名古屋、大阪で計4回開催。
- 3月23日、「つくドル!プロジェクト」より虹のコンキスタドール新メンバーと「SuperGroupies」モデル募集オーディションの開催を発表。
- 4月6日、「つくドル!プロジェクト」予科生の伊藤有香が活動辞退。のちに秋葉原ディアステージのディアガールズ「穂村ゆうか」として活動。
- 2016年5月12日発売の集英社「ヤングジャンプ」No.24に掲載された「サキドルエースSURVIVAL SEASON5」に虹のコンキスタドール代表として根本凪がエントリー[23]。
- 5月14日、赤組・青組に加えて、黄組を発足させることを発表。黄組は既に活動している事務所に所属していないアイドルユニットからの応募も受け付けるとしていた[24]。
- 5月18日、定期公演「虹色児童館」において、つくドル!プロジェクトの新予科生・隈本茉莉奈、清水理子、蛭田愛梨、山崎夏菜をお披露目。
- 5月22日、委員長の長田美成が契約解除によりグループを脱退[17]。
- 7月2日、「アイドル横丁夏まつり!!〜2016〜」にて、ベースボールガールズのメンバーが「虹のコンキスタドール黄組」として登場。ピクシブプロダクションに所属したことが発表された[25]。
- 7月16日、新宿BLAZEにて「虹のコンキスタドール2周年記念公演 〜赤青黄組み分け発表会〜」を行う。つくドル!プロジェクトの新予科生・岡田彩夢をお披露目。またこのライブよりベボガ!が「虹のコンキスタドール黄組」として参加。
- 9月10日、「限りなく冒険に近いツアー〜福岡編〜」（LIVE HOUSE CB）でのライブをもって、重松佑佳がグループを卒業[26]。

### 2017年
- 1月9日、川崎クラブチッタにてワンマンLIVE「どうしても言いたいことがあるんだよ 〜虹コンから大切なお知らせがあります〜」を開催。キングレグレコードよりメジャーデビューすることを発表[27]。これまで青組であった大和明桜が赤組となり、新ユニットとして「サジタリアス流星群（虹のコンキスタドール青組）」結成。予科生であった岡田彩夢、清水理子、蛭田愛梨、山崎夏菜が正規メンバーに昇格。
- 1月21日、アイドル対抗フットサルリーグ『バロンiドール杯』に参加[28]。
- 1月31日、予科生の石原深愛が活動辞退[29]。
- 2月1日、定期公演「レインボウディスコ」において、つくドル!プロジェクトの新予科生・荒井紗也香をお披露目。
- 4月26日、DVDシングル「✝ノーライフベイビー・オブ・ジ・エンド✝」でキングレコードよりメジャーデビュー。
- 5月1日、大塚望由が5月5日のアキバ☆ソフマップ1号店でのインストアライブを最後に卒業、陶山恵実里が体調不良により長期休養に入ることをそれぞれ発表[30]。
- 7月22日、予科生の荒井紗也香が活動辞退[31]。
- 8月3日、的場がサキドルエースSURVIVAL SEASON7にエントリーし、週刊ヤングジャンプで表紙、並びに水着グラビアを掲載[32]。
- 8月20日、shibuya DUO MUSIC EXCHANGEにてワンマンlive「だって一度きりのThisサマーっ!!」が開催された。予科生であった片岡未優と隈本茉莉奈が虹のコンキスタドール青組として正規メンバーに昇格[33]。
- 10月21日、奥村野乃花が2018年1月7日に開催するライブをもって卒業することを発表[34]。
- 12月1日、『DEARSTAGE SHOWCASE 2017 WINTER』にて、ピクシブプロダクション・アイドル部門が「虹コン事業部」としてディアステージに合流する形で2018年1月1日よりディアステージ所属となることを発表[35]。
- 12月9日、陶山恵実里が2018年1月7日の「2018 NEW YEAR RE[set1273/start1274]」をもって卒業することを発表。卒業後もディアステージに所属し、声優としての活動に専念する[36]。

### 2018年
- 1月7日、奥村野乃花生誕イベント「のの祭り〜奥村野乃花生誕記念フェス〜」とワンマンLIVE「2018 NEW YEAR RE[set1273/start1274]」をマイナビBLITZ赤坂で開催。当日をもって奥村野乃花と陶山恵実里が卒業。
- 1月10日、メジャー1stアルバム「レインボウフェノメノン」発売。
- 4月18日、シングル「トライアングル・ドリーマー/心臓にメロディー」発売。
- 5月18日、ワンマンライブ「虹の大三角形in東京〜The Story of Rainbow〜」にて新メンバー山本莉唯をお披露目[37]。
- 9月12日、シングル「ずっとサマーで恋してる」発売。
- 9月16日、東京ドームシティ・ラクーアガーデンステージでのイベントにて、山本莉唯の青組（サジタリアス流星群）への加入を発表[38]。
- 12月12日、初のベストアルバム『THE BEST OF RAINBOW』をリリース。ファンの投票により選ばれた曲目を収録。

### 2019年
- 3月24日、隈本茉莉奈・清水理子・中村朱里の3名によるスピンオフユニット「旋律MerryRonde」が結成を発表し、初披露された。以降「LAVILITH with 旋律MerryRonde」でのコラボ活動もする。略称は「旋メロ」[39]。
- 7月21日、初のバンド編成ワンマン『RAINBOW JAM2019』を神奈川県民ホールにて開催し、2,000人の大盛況となった[40]。
- 7月、週刊SPA!とTIF2019による企画「真夏のアイドル決定戦2019」に、グループを代表し片岡未優が出場。同誌8月6日号の表紙およびグラビアページに水着掲載[41]。
- 10月27日、2020年1月22日にシングル3作同時リリース発表。3タイトルともタイアップあり[42]。
  - 「響けファンファーレ」 - 全国農業協同組合連合会（全農）とのコラボレーション企画として全農「食の応援団」に就任決定。全農のCMソングに採用。
  - 「ぼくらのターン」 - TVアニメ「カードファイト!!ヴァンガード 新右衛門編」（テレビ東京系列）エンディングテーマに決定。
  - 「Snowing Love」 -「 冬スポ!!WINTER SPORTS FESTA19」公式テーマソングに3年連続選出。
- 12月30日、東名阪ツアー「RAINBOW JAM2019 -WINTER-」の東京公演にて、夢であったZepp Tokyoのステージに立った[43]。

### 2020年
- 2月22日、duo MUSIC EXCHANGEにて『虹のコンキスタドール定期公演〜虹コン春のカオス猫祭り〜』を開催。2019年、定期公演『ZeppTokyoへの道』を通して行われたクイズ大会で勝利したチーム「ジーニアス6」（メンバーは鶴見萌、大和明桜、岡田彩夢、清水理子、蛭田愛梨、山崎夏菜）に与えられた新曲「Genie!Genius!」初披露。チケット完売。
- 6月17日、メジャー2ndアルバム「レインボウグラビティ」発売。
- 9月12日、「無観客"Summer"ワンマンLIVE The Beginning of 12Stories」（豊洲PIT）が無観客で生配信にて開催[44]。シングル「恋・ホワイトアウト」が2021年2月3日に発売され、「冬スポ!! WINTER SPORTS FESTA」の公式テーマソングになることが発表された。同イベントの公式テーマソングを担当するのは4年連続となる[45]。
- 9月16日、シングル「サマーとはキミと私なりっ！！」発売。
- 12月10日、公式HPにて片岡未優が12月31日をもって卒業することを発表[46][47]。
- 12月24日、約10ヶ月ぶりの有観客ワンマン『RAINBOW PARTY！！～supported by #BS11「#虹マジ」～』を開催。虹のコンキスタドール新メンバーオーディションが発表された[48][49][50]。
- 12月30日、12月27日にTSUTAYA O-EASTにて開催されたSpecial Event「さくら色シャワ－」を最後のライブとし片岡未優が卒業。

### 2021年
- 2月27日、山本莉唯が3月23日のイベントをもって卒業することを発表[51]。
- 3月23日、「RIONYAN QUEST〜最終章 最後のフフフ〜」（恵比寿LIQUIDROOM）をもって山本莉唯が卒業。
- 4月11日、ワンマンライブ「いつかキミと見たミライより遥か」（LINE CUBE SHIBUYA）にて新メンバー大塚望由、桐乃みゆをお披露目[52]。
- 7月3日、新メンバーオーディションの結果、石原愛梨沙の加入が決定[53]。
- 8月1日、「RAINBOW JAM2021-SUMMER SHOWER-」（Zepp Diver City）にて石原愛梨沙と神田ジュナの加入を発表[54][55]。

### 2022年
- 1月11日、的場華鈴と根本凪が4月16日・17日の日本武道館公演をもって卒業することを発表。的場は4月30日をもって芸能活動を引退する。根本は体調不良のため、卒業発表時点では武道館公演に出演しない予定[56]。根本は兼任しているでんぱ組.incも4月30日付で卒業し、イラストレーター・衣装デザイナーとして引き続きディアステージに所属する[57]。
- 4月16日・17日、日本武道館にて、虹のコンキスタドールワンマンLIVE『Over the RAINBOW〜なんたってアイドルなんですっ!!〜in 日本武道館』開催。当日をもって的場華鈴、根本凪が卒業。
- 6月4日、全国ツアー『全国美味いもの征服ツアー』初日の東京・なかのZERO大ホール公演にて、予科生として的場華鈴・石浜芽衣・尾林結花・原田珠々華の4名をお披露目。的場は4月の卒業から再加入となる[58]。
- 12月17日のワンマンライブ「虹のコンキスタドール ONE-MAN LIVE『愛の三角関数おしえてよ♡ in 日比谷野外音楽堂』」にて予科生として川端優をお披露目。石原愛梨沙が当面の活動を休止する[59]。

### 2023年
- 2月1日、全国ツアー「全国美味いもの征服ツアー2023～おかわり編～」初日の東京・EX THEATER ROPPONGI公演にて、予科生として栗原舞優・澤村光彩の加入を発表[60]。
- 7月8日、TOKYO DOME CITY HALLで開催されたワンマンライブ「虹のコンキスタドール 9th Anniversary Live～虹コンは9に止まれない！～」にて、石浜芽衣、尾林結花、原田珠々華、的場華鈴、栗原舞優の5名が予科生から本科生に昇格することを発表[61]。
- 11月22日、2024年1月末をもって、山崎夏菜と大塚望由が卒業することを発表[62]。

### 2024年
- 1月31日、山崎夏菜、大塚望由が卒業[19]。
- 2月10日、原田珠々華が2月末をもってグループを卒業し、予科生の澤村光彩が3月10日をもって活動辞退することを発表[63]。
- 2月29日、原田珠々華が卒業。
- 3月10日、澤村光彩が活動辞退。
- 4月5日、一宮ゆいが加入・石原が復帰（共に予科生）[16]。
- 4月15日、岡田彩夢と神田ジュナが、8月17日の10周年記念ライブ大阪公演をもってグループを卒業することを発表[21]。
- 7月15日、戸田市文化会館にて行われた10周年記念ライブにて、川端優の本科生昇格を発表[64]。
- 集英社『週刊プレイボーイ』8月12日号No.33「TIF×週プレ この夏週プレが推す ツギクル水着アイドル大集合!!」において、グループから的場、石浜、栗原、蛭田、鶴見、一宮の水着グラビアが掲載[65]。
- 8月17日、岡田彩夢と神田ジュナが卒業（神田は同月末に所属事務所を退社）[66]。
- 10月1日、中村朱里と鶴見萌と清水理子が、2025年2月をもって卒業することを発表[67]。
- 10月20日、ライブツアー「レインボウパルス」Spotify O-EAST東京公演にて中村朱里と鶴見萌と清水理子が、2025年2月8日(土)、9日(日)の真冬の野音2days「真夏の夢は単純じゃない！」日比谷野外大音楽堂公演をもって卒業することを発表[68]。

### 2025年
- 2月8・9日、日比谷公園大音楽堂にて「虹のコンキスタドール 真冬の野音2days『真夏の夢は単純じゃない！』」を開催。当公演をもって中村朱里、鶴見萌、清水理子が卒業[69]。
- 3月14日、予科生として青山詩、伊藤舞依、八木遥叶の加入を発表[70]。
- 3月30日、ライブツアー「虹のコンキスタドール SPRING TOUR 2025 『君の明日が晴れるなら』」LINE CUBE SHIBUYA公演にて、石原愛梨沙、一宮ゆいの本科生昇格を発表[71]。
- 5月6日、東京キネマ倶楽部にて開催された「虹のコンキスタドール SPRING TOUR 2025 番外編 〜明日からも晴れ！」にて、青山詩の本科生昇格を発表[72]。予科生としての加入から54日での本科生昇格はグループ史上最速となる[73]。
- 7月24日、桐乃みゆと石原愛梨沙が8月31日をもって卒業することを発表[74]。

## ディスコグラフィ
※順位はオリコンウィークリーランキング

### シングル
| #                      | 発売日                                        | タイトル                                                                                           | カップリング | 規格品番                                                                                   | 販売形態 | 最高位 | 備考 |
| ---------------------- | --------------------------------------------- | -------------------------------------------------------------------------------------------------- | --- | ------------------------------------------------------------------------------------------ | --- | ------ | --- |
|                        | 2014年10月25日                                | ぴくしぶおんど                                                                                     | |                                                                                            | CD |        | pixiv祭公式テーマソングとして、会場において1万枚を無料配布 |
| Akashic Records        |                                               | | |                                                                                            | |        | |
| 1st                    | 2014年12月17日                                | にじいろフィロソフィー                                                                             | Love makes me run | AKSC-0001                                                                                  | 通常盤 | 20位   | TOKYO MXのアニメ「なりヒロwww」エンディングテーマ |
| 1st                    | 2014年12月17日                                | にじいろフィロソフィー                                                                             | Love makes me run | AKSC-0002                                                                                  | 虹コンだいすき盤 | 20位   | TOKYO MXのアニメ「なりヒロwww」エンディングテーマ |
| 2nd                    | 2015年4月8日                                  | やるっきゃない!2015 ブランニューハッピーデイズ                                                     | | AKSC-0003                                                                                  | 通常盤「虹盤」（CD） | 11位   | 「やるっきゃない!2015」と「ブランニューハッピーデイズ」とのダブルA面。 フジテレビ「いらこん」オープニング・テーマ                                                                 |
| 2nd                    | 2015年4月8日                                  | やるっきゃない!2015 ブランニューハッピーデイズ                                                     | AKSC-0004 | 初回限定盤「赤盤」（CD+DVD）                                                               | | 11位   | 「やるっきゃない!2015」と「ブランニューハッピーデイズ」とのダブルA面。 フジテレビ「いらこん」オープニング・テーマ                                                                 |
| 2nd                    | 2015年4月8日                                  | やるっきゃない!2015 ブランニューハッピーデイズ                                                     | AKSC-0005 | 初回限定盤「橙盤」（CD）                                                                   | | 11位   | 「やるっきゃない!2015」と「ブランニューハッピーデイズ」とのダブルA面。 フジテレビ「いらこん」オープニング・テーマ                                                                 |
| 2nd                    | 2015年4月8日                                  | やるっきゃない!2015 ブランニューハッピーデイズ                                                     | AKSC-0006 | 初回限定盤「黄盤」（CD）                                                                   | | 11位   | 「やるっきゃない!2015」と「ブランニューハッピーデイズ」とのダブルA面。 フジテレビ「いらこん」オープニング・テーマ                                                                 |
| 2nd                    | 2015年4月8日                                  | やるっきゃない!2015 ブランニューハッピーデイズ                                                     | AKSC-0007 | 初回限定盤「緑盤」（CD）                                                                   | | 11位   | 「やるっきゃない!2015」と「ブランニューハッピーデイズ」とのダブルA面。 フジテレビ「いらこん」オープニング・テーマ                                                                 |
| 2nd                    | 2015年4月8日                                  | やるっきゃない!2015 ブランニューハッピーデイズ                                                     | AKSC-0008 | 初回限定盤「青盤」（CD+DVD）                                                               | | 11位   | 「やるっきゃない!2015」と「ブランニューハッピーデイズ」とのダブルA面。 フジテレビ「いらこん」オープニング・テーマ                                                                 |
| 2nd                    | 2015年4月8日                                  | やるっきゃない!2015 ブランニューハッピーデイズ                                                     | AKSC-0009 | 初回限定盤「藍盤」（CD）                                                                   | | 11位   | 「やるっきゃない!2015」と「ブランニューハッピーデイズ」とのダブルA面。 フジテレビ「いらこん」オープニング・テーマ                                                                 |
| 2nd                    | 2015年4月8日                                  | やるっきゃない!2015 ブランニューハッピーデイズ                                                     | AKSC-0010 | 初回限定盤「紫盤」（CD）                                                                   | | 11位   | 「やるっきゃない!2015」と「ブランニューハッピーデイズ」とのダブルA面。 フジテレビ「いらこん」オープニング・テーマ                                                                 |
| FUJIYAMA PROJECT JAPAN |                                               | | |                                                                                            | |        | |
| 3rd                    | 2015年8月25日                                 | THE☆有頂天サマー!!                                                                                 | トライアングル・ドリーマー | FPJ-20001                                                                                  | 通常盤「虹盤」（CD） | 3位    | フジテレビ「いらこん」エンディング・テーマ |
| 3rd                    | 2015年8月25日                                 | THE☆有頂天サマー!!                                                                                 | トライアングル・ドリーマー | FPJ-20002                                                                                  | 初回限定盤「赤盤」（CD+DVD） | 3位    | フジテレビ「いらこん」エンディング・テーマ |
| 3rd                    | 2015年8月25日                                 | THE☆有頂天サマー!!                                                                                 | トライアングル・ドリーマー | FPJ-20003                                                                                  | 初回限定盤「橙盤」（CD） | 3位    | フジテレビ「いらこん」エンディング・テーマ |
| 3rd                    | 2015年8月25日                                 | THE☆有頂天サマー!!                                                                                 | トライアングル・ドリーマー | FPJ-20004                                                                                  | 初回限定盤「黄盤」（CD） | 3位    | フジテレビ「いらこん」エンディング・テーマ |
| 3rd                    | 2015年8月25日                                 | THE☆有頂天サマー!!                                                                                 | トライアングル・ドリーマー | FPJ-20005                                                                                  | 初回限定盤「緑盤」（CD） | 3位    | フジテレビ「いらこん」エンディング・テーマ |
| 3rd                    | 2015年8月25日                                 | THE☆有頂天サマー!!                                                                                 | トライアングル・ドリーマー | FPJ-20006                                                                                  | 初回限定盤「青盤」（CD+DVD） | 3位    | フジテレビ「いらこん」エンディング・テーマ |
| 3rd                    | 2015年8月25日                                 | THE☆有頂天サマー!!                                                                                 | トライアングル・ドリーマー | FPJ-20007                                                                                  | 初回限定盤「藍盤」（CD） | 3位    | フジテレビ「いらこん」エンディング・テーマ |
| 3rd                    | 2015年8月25日                                 | THE☆有頂天サマー!!                                                                                 | トライアングル・ドリーマー | FPJ-20008                                                                                  | 初回限定盤「紫盤」（CD） | 3位    | フジテレビ「いらこん」エンディング・テーマ |
| 4th                    | 2016年2月11日                                 | 戦場の聖バレンタイン                                                                               | |                                                                                            | まん○画太郎 デザイン |        | 聴けるTシャツとしてリリース。背中に印刷されたQRコードを読み込むと曲を聴くことができる。 Tシャツのデザインは、岸田メル、漫☆画太郎、せきやゆりえが担当し、計11種類。                |
| 4th                    | 2016年2月11日                                 | 戦場の聖バレンタイン                                                                               | てめーらにはレスしてやんねー!!! |                                                                                            | |        | 聴けるTシャツとしてリリース。背中に印刷されたQRコードを読み込むと曲を聴くことができる。 Tシャツのデザインは、岸田メル、漫☆画太郎、せきやゆりえが担当し、計11種類。                |
| 4th                    | 2016年2月11日                                 | 戦場の聖バレンタイン                                                                               | てめーらにはレスしてやんねー!!! BLACK ver. |                                                                                            | |        | 聴けるTシャツとしてリリース。背中に印刷されたQRコードを読み込むと曲を聴くことができる。 Tシャツのデザインは、岸田メル、漫☆画太郎、せきやゆりえが担当し、計11種類。                |
| 4th                    | 2016年2月11日                                 | 戦場の聖バレンタイン                                                                               | てめーらにはレスしてやんねー!!! GRAY ver. |                                                                                            | |        | 聴けるTシャツとしてリリース。背中に印刷されたQRコードを読み込むと曲を聴くことができる。 Tシャツのデザインは、岸田メル、漫☆画太郎、せきやゆりえが担当し、計11種類。                |
| 4th                    | 2016年2月11日                                 | 戦場の聖バレンタイン                                                                               | DDころす |                                                                                            | |        | 聴けるTシャツとしてリリース。背中に印刷されたQRコードを読み込むと曲を聴くことができる。 Tシャツのデザインは、岸田メル、漫☆画太郎、せきやゆりえが担当し、計11種類。                |
| 4th                    | 2016年2月11日                                 | 戦場の聖バレンタイン                                                                               | DDころす BLACK ver. |                                                                                            | |        | 聴けるTシャツとしてリリース。背中に印刷されたQRコードを読み込むと曲を聴くことができる。 Tシャツのデザインは、岸田メル、漫☆画太郎、せきやゆりえが担当し、計11種類。                |
| 4th                    | 2016年2月11日                                 | 戦場の聖バレンタイン                                                                               | DDころす GRAY ver. |                                                                                            | |        | 聴けるTシャツとしてリリース。背中に印刷されたQRコードを読み込むと曲を聴くことができる。 Tシャツのデザインは、岸田メル、漫☆画太郎、せきやゆりえが担当し、計11種類。                |
| 4th                    | 2016年2月11日                                 | 戦場の聖バレンタイン                                                                               | ジャンプすんな!!! |                                                                                            | |        | 聴けるTシャツとしてリリース。背中に印刷されたQRコードを読み込むと曲を聴くことができる。 Tシャツのデザインは、岸田メル、漫☆画太郎、せきやゆりえが担当し、計11種類。                |
| 4th                    | 2016年2月11日                                 | 戦場の聖バレンタイン                                                                               | ジャンプすんな!!! WHITE ver. |                                                                                            | |        | 聴けるTシャツとしてリリース。背中に印刷されたQRコードを読み込むと曲を聴くことができる。 Tシャツのデザインは、岸田メル、漫☆画太郎、せきやゆりえが担当し、計11種類。                |
| 4th                    | 2016年2月11日                                 | 戦場の聖バレンタイン                                                                               | ジャンプすんな!!! WHITE ver. |                                                                                            | |        | 聴けるTシャツとしてリリース。背中に印刷されたQRコードを読み込むと曲を聴くことができる。 Tシャツのデザインは、岸田メル、漫☆画太郎、せきやゆりえが担当し、計11種類。                |
| 4th                    | 2016年2月11日                                 | 戦場の聖バレンタイン                                                                               | 岸田メル デザイン |                                                                                            | |        | 聴けるTシャツとしてリリース。背中に印刷されたQRコードを読み込むと曲を聴くことができる。 Tシャツのデザインは、岸田メル、漫☆画太郎、せきやゆりえが担当し、計11種類。                |
| 4th                    | 2016年2月11日                                 | 戦場の聖バレンタイン                                                                               | 俺も美少女になりたい |                                                                                            | |        | 聴けるTシャツとしてリリース。背中に印刷されたQRコードを読み込むと曲を聴くことができる。 Tシャツのデザインは、岸田メル、漫☆画太郎、せきやゆりえが担当し、計11種類。                |
| 4th                    | 2016年2月11日                                 | 戦場の聖バレンタイン                                                                               | せきやゆりえ デザイン |                                                                                            | |        | 聴けるTシャツとしてリリース。背中に印刷されたQRコードを読み込むと曲を聴くことができる。 Tシャツのデザインは、岸田メル、漫☆画太郎、せきやゆりえが担当し、計11種類。                |
| 4th                    | 2016年2月11日                                 | 戦場の聖バレンタイン                                                                               | かわいい禁止!! |                                                                                            | |        | 聴けるTシャツとしてリリース。背中に印刷されたQRコードを読み込むと曲を聴くことができる。 Tシャツのデザインは、岸田メル、漫☆画太郎、せきやゆりえが担当し、計11種類。                |
| 5th                    | 2016年5月17日                                 | ↓エイリアンガール・イン・ニューヨーク↑                                                             | | FPJD-001                                                                                   | 赤盤 |        | DVDシングルとしてのリリース。 |
| 5th                    | 2016年5月17日                                 | ↓エイリアンガール・イン・ニューヨーク↑                                                             | FPJD-002 | 橙盤                                                                                       | |        | DVDシングルとしてのリリース。 |
| 5th                    | 2016年5月17日                                 | ↓エイリアンガール・イン・ニューヨーク↑                                                             | FPJD-003 | 黄盤                                                                                       | |        | DVDシングルとしてのリリース。 |
| 5th                    | 2016年5月17日                                 | ↓エイリアンガール・イン・ニューヨーク↑                                                             | FPJD-004 | 緑盤                                                                                       | |        | DVDシングルとしてのリリース。 |
| 5th                    | 2016年5月17日                                 | ↓エイリアンガール・イン・ニューヨーク↑                                                             | FPJD-005 | 青盤                                                                                       | |        | DVDシングルとしてのリリース。 |
| 5th                    | 2016年5月17日                                 | ↓エイリアンガール・イン・ニューヨーク↑                                                             | FPJD-006 | 藍盤                                                                                       | |        | DVDシングルとしてのリリース。 |
| 5th                    | 2016年5月17日                                 | ↓エイリアンガール・イン・ニューヨーク↑                                                             | FPJD-007 | 紫盤                                                                                       | |        | DVDシングルとしてのリリース。 |
| 6th                    | 2016年9月20日                                 | 限りなく冒険に近いサマー                                                                           | ミライ上々!! | FPJ-20011                                                                                  | 虹盤（CD） | 9位    | |
| 6th                    | 2016年9月20日                                 | 限りなく冒険に近いサマー                                                                           | ミライ上々!! | FPJ-20012                                                                                  | 赤盤（CD） | 9位    | |
| 6th                    | 2016年9月20日                                 | 限りなく冒険に近いサマー                                                                           | ミライ上々!! | FPJ-20013                                                                                  | 橙盤（CD） | 9位    | |
| 6th                    | 2016年9月20日                                 | 限りなく冒険に近いサマー                                                                           | ミライ上々!! | FPJ-20014                                                                                  | 黄盤（CD） | 9位    | |
| 6th                    | 2016年9月20日                                 | 限りなく冒険に近いサマー                                                                           | ミライ上々!! | FPJ-20015                                                                                  | 緑盤（CD） | 9位    | |
| 6th                    | 2016年9月20日                                 | 限りなく冒険に近いサマー                                                                           | ミライ上々!! | FPJ-20016                                                                                  | 青盤（CD+DVD） | 9位    | |
| 6th                    | 2016年9月20日                                 | 限りなく冒険に近いサマー                                                                           | ミライ上々!! | FPJ-20017                                                                                  | 藍盤（CD） | 9位    | |
| 6th                    | 2016年9月20日                                 | 限りなく冒険に近いサマー                                                                           | ミライ上々!! | FPJ-20018                                                                                  | 紫盤（CD） | 9位    | |
| 6th                    | 2016年9月20日                                 | 限りなく冒険に近いサマー                                                                           | ミライ上々!! | FPJ-20012                                                                                  | 金盤（CD+DVD） | 9位    | |
| 7th                    | 2016年12月19日                                | LOVE麺 恋味 やわめ                                                                                 | - | -                                                                                          | - | -      | 「聴けるラーメン」としてリリース。海苔（またはパッケージ）にプリントされたQRコードを読み込むことで楽曲を聴くことができる。 ライブ・イベント会場限定販売。                         |
| 8th                    | 2017年1月9日                                  | レトルト 〜華麗なる愛〜                                                                            | - | -                                                                                          | - | -      | 「“食べれる?!シングル”第2弾」で、QRコード付きレトルトカレーとしてリリース。 ライブ・イベント会場限定販売。                                                                        |
| キングレコード         |                                               | | |                                                                                            | |        | |
| 9th                    | 2017年4月26日                                 | ✝ノーライフベイビー・オブ・ジ・エンド✝                                                             | - | KIZB-250 KIBM-90634 KIBM-90635 KIBM-90636 KIBM-90637 KIBM-90638 KIBM-90639 KIBM-90640      | DVD+CD「虹盤」※通常盤 DVD「赤盤」※初回限定盤 DVD「橙盤」※初回限定盤 DVD「黄盤」※初回限定盤 DVD「緑盤」※初回限定盤 DVD「青盤」※初回限定盤 DVD「藍盤」※初回限定盤 DVD「紫盤」※初回限定盤  | 3位    | メジャー第1弾シングル 映画「聖ゾンビ女学院」主題歌 DVDシングルとしてのリリース。                                                                                                  |
| 10th                   | 2017年9月5日                                  | キミは無邪気な夏の女王〜This Summer Girl Is an Innocent Mistress〜 じゃんぷ! 夏の夜は短すぎるけど… | - | KICM-1794 KICM-91787 KICM-91788 KICM-91789 KICM-91790 KICM-91791 KICM-91792 KICM-91793     | CD「虹盤」※通常盤 CD+DVD「赤盤」※初回限定盤 CD「橙盤」※初回限定盤 CD+DVD「黄盤」※初回限定盤 CD+DVD「緑盤」※初回限定盤 CD「青盤」※初回限定盤 CD「藍盤」※初回限定盤 CD「紫盤」※初回限定盤 | 4位    | トリプルA面シングル |
| 11th                   | 2018年4月18日                                 | トライアングル・ドリーマー 心臓にメロディー                                                        | - | KIZB-267/8 KIBM-90709 KIBM-90710 KIBM-90711 KIBM-90712 KIBM-90713 KIBM-90714 KIBM-90715    | CD+DVD「虹盤」※通常盤 DVD「赤盤」※初回限定盤 DVD「橙盤」※初回限定盤 DVD「黄盤」※初回限定盤 DVD「緑盤」※初回限定盤 DVD「青盤」※初回限定盤 DVD「藍盤」※初回限定盤 DVD「紫盤」※初回限定盤  | 1位    | ダブルA面シングル DVDシングルとしてのリリース。 |
| 12th                   | 2018年4月29日 （KING e-SHOPでの取扱い開始日） | バスルームマジック                                                                                 | - | ETZB-51                                                                                    | 各メンバー6色、計66種からランダム | -      | リアル脱出ゲーム「アイドルは100万回死ぬ2」タイアップ曲。 「Single B」（シングルバスバブル）「聴ける入浴剤シングル」として発売。 ライブ・イベント会場およびKING e-SHOPでのみ販売。 |
| 13th                   | 2018年9月12日                                 | ずっとサマーで恋してる                                                                             | in(door)the Summer | KIZM-565/6 KIBM-91870 KIBM-91871 KIBM-91872 KIBM-91873 KIBM-91874 KIBM-91875 KIBM-91876    | CD+DVD「虹盤」※通常盤 CD「赤盤」※初回限定盤 CD「橙盤」※初回限定盤 CD「黄盤」※初回限定盤 CD「緑盤」※初回限定盤 CD「青盤」※初回限定盤 CD「藍盤」※初回限定盤 CD「紫盤」※初回限定盤         | 5位    | |
| 14th                   | 2019年1月14日 （KING e-SHOPでの取扱い開始日） | 本命ショコラティエ                                                                                 | - | ETZB-54                                                                                    | ランダムトレーディングカード封入（全72種） | -      | 「Single S」（シングルソープ）として発売。 ライブ・イベント会場およびKING e-SHOPでのみ販売。                                                                                      |
| 15th                   | 2019年7月10日                                 | 愛をこころにサマーと数えよ                                                                         | Waiting Wedding ジャポニジフェス | KIZM-621/2 KICM-91948 KIZM-90619/20 KICM-91949 KICM-91950 KICM-91951 KICM-91952 KICM-91953 | CD+DVD「虹盤」※通常盤 CD「赤盤」※初回限定盤 CD+DVD「橙盤」※初回限定盤 CD「黄盤」※初回限定盤 CD「緑盤」※初回限定盤 CD「青盤」※初回限定盤 CD「藍盤」※初回限定盤 CD「紫盤」※初回限定盤     | 3位    | |
| 16th                   | 2020年1月22日                                 | 響け！ファンファーレ                                                                               | - | KIZM-643/4                                                                                 | CD+DVD | 8位    | 3作品を同時リリース。 初回製造分はアナザージャケットランダム1種封入（各タイトル毎に全7種ずつあり）。                                                                              |
| 17th                   | 2020年1月22日                                 | ぼくらのターン                                                                                     | - | KIZM-645/6                                                                                 | CD+DVD | 9位    | 3作品を同時リリース。 初回製造分はアナザージャケットランダム1種封入（各タイトル毎に全7種ずつあり）。                                                                              |
| 18th                   | 2020年1月22日                                 | Snowing Love                                                                                       | - | KIZM-647/8                                                                                 | CD+DVD | 10位   | 3作品を同時リリース。 初回製造分はアナザージャケットランダム1種封入（各タイトル毎に全7種ずつあり）。                                                                              |
| 19th                   | 2020年9月16日                                 | サマーとはキミと私なりっ！！                                                                       | 週刊少年少女アイドル Fancy Fraiday Night | KICM-2060                                                                                  | 通常盤（CD） | 7位    | |
| 19th                   | 2020年9月16日                                 | サマーとはキミと私なりっ！！                                                                       | 週刊少年少女アイドル Fancy Fraiday Night | KICM-92060                                                                                 | 初回限定盤（CD+DVD） | 7位    | |
| 20th                   | 2021年2月3日                                  | 恋･ホワイトアウト                                                                                  | Luv♡ Unbalance さくら色シャワー | KCIM-2069                                                                                  | 通常盤（CD） | 6位    | 「冬スポ!!WINTER SPORTS FESTA」CMソング |
| 20th                   | 2021年2月3日                                  | 恋･ホワイトアウト                                                                                  | Luv♡ Unbalance さくら色シャワー | KCIM-92069                                                                                 | 初回限定盤（CD+DVD） | 6位    | 「冬スポ!!WINTER SPORTS FESTA」CMソング |
| 21st                   | 2022年1月19日                                 | ナミダ、あわ雪                                                                                     | 終末でーと部！ BE MYSELF |                                                                                            | | 42位   | 映像作品「Winter Love, Like Summer! ~RAINBOW JAM2021 -SUMMER SHOWER-~」の同梱CDとして収録。CDのみのバージョンはメンバー激推し店舗で1,000枚限定発売。                              |
| 22nd                   | 2022年7月23日                                 | キミは夏のレインボー！                                                                             | さよならタイガー |                                                                                            | エムカード | -      | |
| 23rd                   | 2022年10月20日                                | 僕はキミだけのおばけちゃん♡                                                                        | 僕はキミだけのおばけちゃん♡（予科生Ver.） サイコダイブ |                                                                                            | 配信限定 | -      | 予科生Ver. は、的場・石浜・尾林・原田 サイコダイブは中村・鶴見・桐乃・石原・尾林                                                                                                  |
| 24th                   | 2022年11月30日                                | 勝手に最高!ディスティニー                                                                          | 勝手に最高!ディスティニー（予科生Ver.） 運命線上のButterfly |                                                                                            | 配信限定 | -      | 予科生Ver. は、的場・石浜・尾林・原田 運命線上のButterflyは清水・隈本・大塚・的場・石浜                                                                                           |
| 25th                   | 2022年12月18日                                | 想いが積もる、午前2時。                                                                            | クリスマス大作戦 |                                                                                            | 配信限定 | -      | クリスマス大作戦は、大和・岡田・蛭田・山崎・神田・原田 |
| 26th                   | 2023年2月14日                                 | バレンタインアンブレラ                                                                             | - |                                                                                            | 配信限定 | -      | |
| 27th                   | 2023年7月8日                                  | マイレージラブサマー                                                                               | - |                                                                                            | エムカード | -      | |
| 28th                   | 2023年8月25日                                 | キョーリョク・パートナー                                                                           | - |                                                                                            | エムカード | -      | |
| 29th                   | 2023年9月20日                                 | 君がいて良かった!了解です。                                                                        | 君のこと好きなのバレてます！？ |                                                                                            | 配信限定 | -      | |
| 30th                   | 2024年1月3日                                  | レベルアップ！                                                                                     | - |                                                                                            | 配信限定 | -      | |
| 31st                   | 2024年2月14日                                 | ガチ恋ですの♡あいうぉんちゅー！                                                                    | - |                                                                                            | 配信限定 | -      | |
| 32nd                   | 2024年7月10日                                 | すべてが虹になるサマーっ！                                                                         | きゃんでぃはーと♡ふぁんしーらぶ おやすみタイムマシン |                                                                                            | 配信限定 | -      | |
| 33rd                   | 2024年8月5日                                  | トライアングル・ドリーマー (Multilingual Ver.)                                                     | トライアングル・ドリーマー (2024 Ver.) トライアングル・ドリーマー (English Ver.) トライアングル・ドリーマー (Chinese Ver.) トライアングル・ドリーマー (Korean Ver.) トライアングル・ドリーマー (Indonesian Ver.) |                                                                                            | 配信限定 | -      | |
| 34th                   | 2025年1月31日                                 | Aurora Orchestra                                                                                   | - |                                                                                            | 配信限定 | -      | |
| 35th                   | 2025年2月14日                                 | ミスター♡バレンタイン                                                                              | - |                                                                                            | 配信限定 | -      | |
| 36th                   | 2025年3月14日                                 | 恋愛シフト制                                                                                       | - |                                                                                            | 配信限定 | -      | |
| 37th                   | 2025年4月19日                                 | 君の明日が晴れるなら                                                                               | - |                                                                                            | 配信限定 | -      | 虹のコンキスタドールfeat.B≡FULLEST |
| 38th                   | 2025年7月14日                                 | Boom！Boom！サマーっ♡                                                                              | - |                                                                                            | 配信限定 | -      | |

### アルバム
| #   | 発売日         | タイトル               | 規格品番   | 販売形態                 | 最高位 |
| --- | -------------- | ---------------------- | ---------- | ------------------------ | ------ |
| 1st | 2015年11月3日  | レインボウスペクトラム | FPJ-20009  | 初回限定盤CD+DVD         | 8位    |
| 1st | 2015年11月3日  | レインボウスペクトラム | FPJ-20010  | 通常盤CD                 | 8位    |
| 2nd | 2016年12月13日 | レインボウエクリプス   | FPJ-20020  | 初回限定盤CD+DVD         | 12位   |
| 2nd | 2016年12月13日 | レインボウエクリプス   | FPJ-20021  | 通常盤CD                 | 12位   |
| 3rd | 2018年1月10日  | レインボウフェノメノン | KICS-93664 | 初回限定盤CD+DVD（冬盤） | 7位    |
| 3rd | 2018年1月10日  | レインボウフェノメノン | KICS-93665 | 初回限定盤CD+DVD（夏盤） | 7位    |
| 3rd | 2018年1月10日  | レインボウフェノメノン | KICS-3664  | 通常盤CD                 | 7位    |
| 4th | 2020年6月17日  | レインボウグラビティ   | KICS-93918 | 初回限定盤CD+Blu-ray     | 4位    |
| 4th | 2020年6月17日  | レインボウグラビティ   | KICS-3918  | 通常盤CD                 | 4位    |
| EP1 | 2021年7月14日  | RAINBOW SUMMER SHOWER  | KICS-94003 | 初回限定盤CD+Blu-ray     | 16位   |
| EP1 | 2021年7月14日  | RAINBOW SUMMER SHOWER  | KICS-4003  | 通常盤CD                 | 16位   |
| EP2 | 2024年10月2日  | レインボウパルス       |            | 配信限定                 | 44位   |

### ベストアルバム
| #   | 発売日         | タイトル                           | 規格品番                          | 販売形態                                      | 最高位 |
| --- | -------------- | ---------------------------------- | --------------------------------- | --------------------------------------------- | ------ |
| 1st | 2018年12月12日 | THE BEST OF RAINBOW                | KICS-93760/1 KICS-93762 KICS-3760 | 超豪華盤2CD+Blu-ray 初回限定盤CD+DVD 通常盤CD | 9位    |
| 2nd | 2022年4月13日  | Over the RAINBOW～虹の上にも7年!～ | KIZC-667/70                       | CD3枚組+Blu-ray                               | 27位   |

### 映像作品
| 発売日         | タイトル | 規格品番             | 販売形態               | メディア種別       | 内容・備考 |
| -------------- | --- | -------------------- | ---------------------- | ------------------ | --- |
| 2015年2月22日  | 革命的xxx | -                    | -                      | DVD                | 2015年1月11日に行われた初のワンマンライブの模様を収録。 |
| 2015年12月26日 | 虹コンなりのハロウィン・ナイト | -                    | -                      | DVD                | 2015年10月24日に行われた3rdワンマンライブの模様を収録。 |
| 2019年10月18日 | 虹コン結成5周年AnniversaryLIVE〜今年もあなたと過ごすサマー!〜 RAINBOW JAM2019                                                      | NXD-1051             | -                      | Blu-ray Disc       | 2019年7月14日・21日に行われた各ワンマンライブの本編とツアーメイキングを収録、さらにLIVEとその裏側に迫った写真集付き仕様。                                                                    |
| 2020年8月5日   | 虹のコンキスタドールが本気出しました！？ 「Special」「Vol.1~Vol.4」                                                                | -                    | -                      | DVD                | 初の冠バラエティ番組を収録。 |
| 2020年11月4日  | 虹のコンキスタドールが本気出しました！？ 「Vol.5~Vol.7」                                                                           | -                    | -                      | DVD                | - |
| 2021年3月17日  | 虹のコンキスタドール無観客”Summer”ワンマンLIVE The Beginning of 12Stories                                                          | KIXM-448             | -                      | Blu-ray Disc       | 2020年9月12日に行われた無観客配信ライブ『無観客”Summer”ワンマンLIVE The Beginning of 12Stories』の模様を収録。                                                                               |
| 2022年1月19日  | Winter Love, Like Summer! ~RAINBOW JAM2021 -SUMMER SHOWER-~                                                                        | KIZX-514 ECB-1404~17 | 通常盤 完全受注生産盤  | Blu-ray Disc       | 2021年8月1日にZepp DiverCityにて行われたワンマンLIVE【RAINBOW JAM2021-SUMMER SHOWER-】の模様と新曲「ナミダ、あわ雪」のMusic Videoを収録。三曲収録のマキシシングルも同梱。                    |
| 2022年10月11日 | 虹のコンキスタドール ワンマンLIVE『Over the Rainbow ～なんたってアイドルなんですっ!!～ in 日本武道館』 Day1 & Day2 Special Blu-ray | MJDS-1238            | -                      | Blu-ray Disc 2枚組 | 虹のコンキスタドール初の日本武道館2daysがいよいよパッケージ化。感動の二日間をまるっと収録、さらに未公開写真たっぷりのライブ写真&オフショットが詰まったフォトブックをセットしたスペシャル盤！ |
| 2022年10月11日 | 虹のコンキスタドール ワンマンLIVE『Over the Rainbow ～なんたってアイドルなんですっ!!～ in 日本武道館』 Day2 DVD                    | MJDS-1239            | -                      | DVD                | 虹のコンキスタドール初の日本武道館公演、メンバーが涙した感動の2日目をフル収録。 |
| 2023年4月26日  | 虹のコンキスタドール全国美味いもの征服ツアー2022 Final in LINE CUBE SHIBUYA                                                        | MJDS-1245            | 虹コン激推し店限定発売 | Blu-ray Disc       | 2022年10月10日に開催された『虹のコンキスタドール全国美味いもの征服ツアー2022 Final in LINE CUBE SHIBUYA』の模様を収録。                                                                      |
| 2023年4月26日  | 虹のコンキスタドール全国美味いもの征服ツアー2022 Final in LINE CUBE SHIBUYA                                                        | MJDS-1246            | 虹コン激推し店限定発売 | DVD                | 2022年10月10日に開催された『虹のコンキスタドール全国美味いもの征服ツアー2022 Final in LINE CUBE SHIBUYA』の模様を収録。                                                                      |
| 2023年5月31日  | 虹のコンキスタドール ONE-MAN LIVE 愛の三角関数おしえてよ♡ in 日比谷野外音楽堂                                                      | MJDS-1247            | -                      | Blu-ray Disc       | 2022年12月に開催された虹のコンキスタドール ONE-MAN LIVE『愛の三角関数おしえてよ♡ in 日比谷野外音楽堂』が映像になって登場！                                                                   |

## 出演

### 映画
- 聖ゾンビ女学院（2017年5月27日公開、ユナイテッドエンタテインメント） - 主演[79][80]
- トモダチゲーム 劇場版（2017年6月3日公開、2017「トモダチゲーム」製作委員会） - 根本凪
- BD〜明智探偵事務所〜（2018年10月12日公開、キャンター） - 的場華鈴
- ボクはボク、クジラはクジラで、泳いでいる。（2018年11月3日公開、キュリオスコープ） - 清水理子
- ふたつの昨日と僕の未来（2018年12月22日公開、キャンター） - 鶴見萌
- FIND（2019年11月15日公開、キャンター） - 鶴見萌（W主演）

### テレビ番組
- フジバラナイト いらこん（2014年8月15日 - 2016年3月24日、月一回放送、フジテレビ） - 根本凪・奥村野乃花がレギュラー出演。
- SENSORS （2015年5月16日 - 2015年8月15日、日本テレビ）

広告制作会社バスキュールとPARTYが共同で設立したクリエーター養成学校「BaPA」がコンサート演出を行う企画に参加。
- 虹コンの草生えるテレビ（2016年1月20日 - 2017年3月29日、隔週水曜日、Kawaiian TV）
- WOWOW PLUS MUSIC -深夜1時の音楽タイム-「虹コンの2時じゃないんかぁぁい!」（2018年11月 - 2019年1月、歌謡ポップスチャンネル） - 毎週火曜レギュラー、※2019年4月7日一挙放送。
- WOWOW PLUS MUSIC Presents「虹コンのあわせたら２時間スペシャルだよ！」（歌謡ポップスチャンネル)

＜前編＞『嘘か誠か!?時代は”虹コン”!!! 〜Don't fool.FEEL!〜』＠渋谷WWW（2019年5月1日）
＜後編＞5/12虹コンのファン待望（？）イベント＠代アニLIVEステーション（2019年6月1日）
- 虹のコンキスタドールが本気出しました!?（2020年4月9日 - 9月24日、BS11[81]）
- 虹のコンキスタドールが本気出しました！？ライブ連動特別編（2020年10月14日 - 2021年3月31日、月1放送、BS11[82]）
- 虹のコンキスタドールが本気出しました！？～Next Stage～（2021年4月28日 - 2022年3月23日、月1放送、BS11）
- 虹コンアイドル研究部！（2023年9月 - 、TOKYO MX）

### ラジオ番組
- GIRLS♥GIRLS♥GIRLS =FULL BOOST= 「虹コンの征服ちゅうずでぃ」（2017年4月4日 - 、火曜、FM-FUJI）
  - 第1回～第26回(2017年9月26日) 奥村野乃花・的場華鈴・清水理子
  - 第27回(2017年10月3日)～第42回(2018年1月16日) 的場華鈴・清水理子
  - 第43回(2018年1月23日)～第157回(2020年3月31日) 的場華鈴・清水理子・岡田彩夢
  - 第158回(2020年4月7日)～第263回(2022年4月12日) 的場華鈴・清水理子・岡田彩夢・蛭田愛梨
  - 第264回(2022年4月19日)～第374回(2024年5月28日) 岡田彩夢・中村朱里・桐乃みゆ
  - 第375回(2024年6月4日)～ 第410回(2025年2月4日) 中村朱里・的場華鈴・川端優
  - 第411回(2025年2月11日)～ 的場華鈴・川端優・一宮ゆい
- 「虹コンのコレってラジオだったよね？」（2019年4月3日-、　第1・第5水曜、 渋谷クロスFM）
  - 　第1回〜第63回(2023年12月6日)　大和明桜・隈本茉莉奈・山﨑夏菜
  - 　第64回(2024年1月31日)〜　大和明桜・石浜芽衣・尾林結花

### インターネット配信
- 虹のコンキスタドールの「情報は夜の7時」（2014年9月3日 - 、毎週水曜日配信、SHOWROOM）[83]。
- 虹のコンキスタドール 毎日が放送部（2016年7月4日 - 2018年3月30日、月曜 - 金曜、超!A&G+「A&G NEXT BREAKS FIVE STARS」内） - 根本凪・陶山恵実里（ - 2017年5月5日）・鶴見萌（2017年5月8日 - 、助っ人出演）
- 虹のコンキスタドール ふわりん放送室（2018年4月2日 - 2019年9月27日、月曜 - 金曜、超!A&G+「A&G NEXT BREAKS FIVE STARS」内） - 鶴見萌・中村朱里
- 虹コンのコレってラジオだったよね？（2019年4月3日 - 、第1・第5水曜、渋谷クロスFM） - 隈本茉莉奈・山崎夏菜（ - 2023年12月6日）、大和明桜、石浜芽衣・尾林結花（2024年1月31日 - ）
- 虹のコンキスタドール ふわりん放送局 with GEMS COMPANY（2019年10月6日 - 2020年3月29日、日曜、超!A&G+） - 鶴見萌・中村朱里
- 虹コンのオバラジ〜Over The Radio〜（2020年2月10日 - 3月2日、JFN PARK） - 的場華鈴・岡田彩夢・根本凪・中村朱里・蛭田愛梨。全4回[84]。
- 虹コンのオバラジ7～7 Anniversary Edition～ （2021年7月9日 - 、AuDee） - 鶴見萌・山崎夏菜・大塚望由・中村朱里・大和明桜・桐乃みゆ。全4回[85]。

## 書籍

### 雑誌・写真集
- VDC Magazine（2017年3月 - 、VDC事務局） - 的場華鈴、連載コラム「踊るは楽しく役に立つ」
- MARQUEE Vol.120（2017年4月10日発売、MARQUEE Inc.） - 特集
- OVERTURE No.011（2017年6月19日、徳間書店） - 鶴見萌・中村朱里・根本凪
- 週刊少年マガジン 32号（2017年7月12日、講談社） - 根本凪、グラビア
- 写真集「Rainbow Island」（2017年7月28日発売、キングレコード） - 予約限定生産[86]
- 週刊少年マガジン 40号（2017年9月6日、講談社） - グラビア企画“マガスゴ”
- 別冊「フラッシュ ダイアモンド」（2017年10月10日、光文社） - 根本凪・的場華鈴
- DVDビデオ付き! アニメ私塾流 最速でなんでも描けるようになるキャラ作画の技術（2017年11月15日、エクスナレッジ） - 根本凪
- ヤングアニマル 2018年2/9号（2018年1月26日、白泉社） - 根本凪、グラビア
- FRIDAY6月15日号（2018年6月1日、講談社） - 根本凪、撮り下ろしグラビア
- Top Yell NEO 2018SUMMER（2018年6月30日、竹書房） - 的場華鈴
- ヤングアニマル 2018年7/27号（2018年7月13日、白泉社） - 根本凪、グラビア、クリアファイル付録
- ヤングアニマル 2018年12/28号（2018年12月14日、白泉社） - 根本凪・鶴見萌・的場華鈴、グラビア、根本凪、クリアファイル付録
- 別冊Idol File Lolita & Gothic（2019年5月27日、シンコーミュージック） - 鶴見萌・山本莉唯
  - 写真展（2019年5月24日 - 6月10日、梅田ロフト・銀座ロフト）・（2019年6月15日 - 30日、渋谷ロフト）
- Idol File Vol.16 Bikini（2019年6月28日、シンコーミュージック） - 鶴見萌・的場華鈴
  - 写真展（2019年6月24日 - 7月7日、千葉ロフト）・（2019年6月28日 - 7月15日、神戸ロフト）
- 虹のコンキスタドール 5th anniversary mini photo book（2019年7月14日、アイドルヴィレッジ）
- 虹のコンキスタドール7周年記念BOOK ずっと虹コンで恋してる（2021年8月3日、光文社）ISBN 978-4-334-90274-2
- 虹のコンキスタドール予科生フォトブック（DVD付）／あちあち♡はっちゃけぶっちゃけ夏休み!!!!!!（2023年7月21日、イーネット・フロンティア） ISBN 978-4-86205-961-1
- 蛭田愛梨 1st写真集『あい』（2024年6月28日、秋田書店）ISBN 978-4253011259[87]

### モデル
- 百合写真集 オンナノコたちのヒミツ（2019年3月4日、一迅社、撮影：須崎祐次） - 片岡・隈本

## ライブ・イベント

### 単独ライブ
| 2015年   | 2015年 | 2015年             | 2015年                                                                                                |
| 公演日   | 公演名 | 会場               | 備考                                                                                                  |
| -------- | --- | ------------------ | --- |
| 1月11日  | 革命的xxx | 新宿BLAZE          | 初ワンマンライブ 第2回オーディションの合格者、大塚望由、甲斐莉乃、宮古あすか、大和明桜をお披露目      |
| 8月26日  | 第2回 虹のコンキスタドール チキチキ これやってみたかってん!絶対においしいワンマンライブ〜全て倒すまで帰れま10〜 | 笹塚ボウル         | 予科生の大塚望由、大和明桜の昇格を発表。 ファーストアルバムの発売を発表。                             |
| 10月24日 | 虹コンなりのハロウィン・ナイト                                                                                  | 渋谷クラブクアトロ | 木下ひよりの卒業セレモニーを開催。 A応Pが登場し、虹のコンキスタドールとのツーマンライブの開催を発表。 |

| 2016年  | 2016年                          | 2016年                     | 2016年   |
| 公演日  | 公演名                          | 会場                       | 備考     |
| ------- | ------------------------------- | -------------------------- | -------- |
| 2月14日 | 戦場の聖バレンタイン 東名阪TOUR | マウントレーニアホール渋谷 |          |
| 2月20日 | 戦場の聖バレンタイン 東名阪TOUR | 名古屋HOLIDAY NEXT NAGOYA  |          |
| 2月21日 | 戦場の聖バレンタイン 東名阪TOUR | 大阪心斎橋サンホール       |          |
| 2月28日 | 戦場の聖バレンタイン 東名阪TOUR | 渋谷TSUTAYA O-WEST         | 追加公演 |

| 2017年   | 2017年 | 2017年                                    | 2017年 |
| 公演日   | 公演名 | 会場                                      | 備考' |
| -------- | --- | ----------------------------------------- | --- |
| 1月9日   | どうしても言いたいことがあるんだよ 〜虹コンから大切なお知らせがあります〜                                                                       | CLUB CITTA'                               | 大塚望由、奥村野乃花、陶山恵実里、鶴見萌、中村朱里、根本凪、的場華鈴、大和明桜、岡田彩夢、片岡未優、隈本茉莉奈、清水理子、蛭田愛梨、山崎夏菜 |
| 1月15日  | 謹賀新年～虹コンから新年のご挨拶～ | 恵比寿CreAto                              | |
| 4月2日   | 虹のコンキスタドール赤・青・黄組合同公演 ～アイドルは急に止まれない～ vol.1 集まれ！虹コンファミリー ～ひとりでできるもん！全曲ソロ公演～ vol.1 | AKIBAカルチャーズ劇場                     | |
| 4月20日  | ぼくらの七現場戦争 一現場目 蛭田愛梨プロデュース公演                                                                                            | タワーレコード川崎店 店内イベントスペース | 岡田彩夢、清水理子、蛭田愛梨、山崎夏菜、荒井紗也香、片岡未優、隈本茉莉奈                                                                     |
| 4月21日  | ぼくらの七現場戦争 二現場目 岡田彩夢プロデュース公演                                                                                            | アキバ☆ソフマップ1号店8F                  | 岡田彩夢、清水理子、蛭田愛梨、山崎夏菜 |
| 4月22日  | ぼくらの七現場戦争 三現場目 山崎夏菜プロデュース公演                                                                                            | タワーレコード渋谷店4F                    | 岡田彩夢、清水理子、蛭田愛梨、山崎夏菜、荒井紗也香、片岡未優、隈本茉莉奈                                                                     |
| 4月22日  | ぼくらの七現場戦争 四現場目 荒井紗也香プロデュース公演                                                                                          | 池袋サンシャインシティ噴水広場            | 岡田彩夢、清水理子、蛭田愛梨、山崎夏菜、荒井紗也香、片岡未優、隈本茉莉奈                                                                     |
| 4月23日  | ぼくらの七現場戦争 五現場目 隈本茉莉奈プロデュース公演                                                                                          | タワーレコード新宿店7F                    | 岡田彩夢、清水理子、蛭田愛梨、山崎夏菜、荒井紗也香、片岡未優、隈本茉莉奈                                                                     |
| 4月23日  | ぼくらの七現場戦争 六現場目 蛭田愛梨プロデュース公演                                                                                            | タワーレコード渋谷店4F                    | 岡田彩夢、清水理子、蛭田愛梨、山崎夏菜、荒井紗也香、片岡未優、隈本茉莉奈                                                                     |
| 4月24日  | ぼくらの七現場戦争 七現場目 清水理子プロデュース公演                                                                                            | HMV&BOOKS TOKYO 7Fイベントスペース        | 岡田彩夢、清水理子、蛭田愛梨、山崎夏菜、荒井紗也香、片岡未優、隈本茉莉奈                                                                     |
| 5月3日   | 虹のコンキスタドール赤・青・黄組合同公演 ～アイドルは急に止まれない～ vol.2 虹のコンキスタドール赤組「大切なことはすべてゴミが教えてくれた」    | AKIBAカルチャーズ劇場                     | |
| 5月24日  | 集まれ！虹コンファミリー ～ひとりでできるもん！全曲ソロ公演～ vol.2                                                                             | AKIBAカルチャーズ劇場                     | |
| 5月29日  | ASCIIアイドル倶楽部 定期公演 | AKIBAカルチャーズ劇場                     | 赤・青・黄組 |
| 7月12日  | 虹のコンキスタドール赤・青・黄組合同公演 ～アイドルは急に止まれない～ vol.3                                                                     | AKIBAカルチャーズ劇場                     | |
| 7月12日  | だって一度きりのThisサマーっ!! | 大阪バナナホール                          | |
| 8月10日  | 二度あることは三度ある!! 虹コンファミリー夏の大ボウリング大会～全て倒すまで帰れま10～                                                           | 笹塚ボウル                                | レストランにて笹塚ボウル×虹コンのスペシャルコラボメニュー                                                                                    |
| 8月13日  | だって一度きりのThisサマーっ!! in 台湾 | 台湾 Jack’s Studio（杰克音樂）            | |
| 8月20日  | だって一度きりのThisサマーっ!! | 東京 shibuya DUO MUSIC EXCHANGE           | |
| 8月30日  | 虹のコンキスタドール赤・青・黄組合同公演 ～アイドルは急に止まれない～ vol.4                                                                     | AKIBAカルチャーズ劇場                     | |
| 10月8日  | 衝動的etc | 名古屋 ell.FITS ALL                       | |
| 10月9日  | 衝動的etc | 大阪 umeda TRAD                           | |
| 10月21日 | 衝動的etc | 東京 渋谷WWW X                            | |
| 11月5日  | 虹コン現象W | AKIBAカルチャーズ劇場                     | |
| 12月3日  | 虹コン現象S | AKIBAカルチャーズ劇場                     | |
| 12月23日 | 虹いろサンタがやってくる! | AKIBAカルチャーズ劇場                     | |

| 2018年   | 2018年 | 2018年                               | 2018年                         |
| 公演日   | 公演名 | 会場                                 | 備考                           |
| -------- | --- | ------------------------------------ | ------------------------------ |
| 1月7日   | 奥村野乃花 生誕イベント「のの祭り～奥村野乃花生誕記念フェス～」（1部） 虹のコンキスタドール ワンマンLIVE「2018 NEW YEAR RE[set1273/start1274]」（2部） | マイナビBLITZ赤坂                    | 奥村野乃花・陶山恵実里が卒業   |
| 1月21日  | レインボウクロニクル vol.1 | AKIBAカルチャーズ劇場                |                                |
| 2月18日  | レインボウクロニクル vol.2 | AKIBAカルチャーズ劇場                |                                |
| 3月18日  | レインボウクロニクル vol.3 | AKIBAカルチャーズ劇場                |                                |
| 4月29日  | ステージなんか見上げて サイリウムなんか振って ああこれがアキカルってやつなのかもしれないわ                                                             | AKIBAカルチャーズ劇場                |                                |
| 5月6日   | 虹の大三角形直前SP 〜Prologue of Rainbow〜 | AKIBAカルチャーズ劇場                |                                |
| 5月9日   | ワンコインLIVE！in 高円寺HIGH | 高円寺HIGH                           |                                |
| 5月18日  | 虹の大三角形in東京〜The Story of Rainbow〜 | EX THEATER ROPPONGI                  | 新メンバー山本莉唯の加入を発表 |
| 5月19日  | 虹の大三角形in大阪〜The Live of Rainbow〜 | ESAKA MUSE                           |                                |
| 6月7日   | ワンコインLIVE！in 高円寺HIGH vol.2 | 高円寺HIGH                           |                                |
| 7月15日  | 虹コン!!灼熱夏祭り2018 | STAR RISE TOWER＜5F STUDIO JUPITER＞ | ライブ、縁日、特典会           |
| 7月16日  | 虹のコンキスタドール 5周年イヤー突入記念イベント ～まるごとのアイをキミに～                                                                            | マイナビBLITZ赤坂                    |                                |
| 9月2日   | 虹みる☆ディアステージ2 | 秋葉原ディアステージ                 |                                |
| 9月22日  | 2ZICON Member’s Selection2018〜あの子の推し曲〜 | AKIBAカルチャーズ劇場                |                                |
| 10月8日  | 虹コンなりの体育祭 | AKIBAカルチャーズ劇場                |                                |
| 10月21日 | 全国征服！5th Anniversary レインボウツアー〜祭りだ！戦だ！東京だー！！〜                                                                               | 渋谷ストリームホール                 |                                |
| 10月26日 | 全国征服！5th Anniversary レインボウツアー〜祭りだっちゃ！戦だっちゃ！仙台だべよー！！〜                                                               | 仙台・space Zero                     |                                |
| 10月27日 | 全国征服！5th Anniversary レインボウツアー〜祭りしょ！戦しょ！北海道しょー！！〜                                                                       | 札幌・cube garden                    |                                |
| 11月10日 | 虹コンクイズアカデミア！ | AKIBAカルチャーズ劇場                |                                |
| 12月2日  | 虹コン!! X’mas Party 2018 | ベルサール西新宿                     |                                |
| 12月8日  | 全国征服！5th Anniversary レインボウツアー〜祭りさぁ！戦さぁ！沖縄さぁー！！〜                                                                         | 沖縄・桜坂セントラル                 |                                |
| 12月22日 | 全国征服！5th Anniversary レインボウツアー〜祭りだがや！戦だがや！名古屋だがやー！！                                                                   | 名古屋・E.L.L                        |                                |
| 12月23日 | 全国征服！5th Anniversary レインボウツアー〜祭りや！戦や！大阪やでー！！〜                                                                             | 梅田・バナナホール                   |                                |
| 12月24日 | 全国征服！5th Anniversary レインボウツアー〜祭りばい！戦ばい！福岡っちゃんー！！〜                                                                     | 福岡・DRUM Be-1                      |                                |

| 2019年   | 2019年                                                                        | 2019年                            | 2019年                     |
| 公演日   | 公演名                                                                        | 会場                              | 備考                       |
| -------- | ----------------------------------------------------------------------------- | --------------------------------- | -------------------------- |
| 1月14日  | 全国征服！5th Anniversary レインボウツアー 〜祭りだ！戦だ！ファイナルだー！〜 | 川崎CLUB CITTA`                   |                            |
| 2月7日   | 緊急集合!!虹コン ワンコインライブ                                             | 新宿MARZ                          |                            |
| 2月14日  | 虹コンなりのバレンタイン                                                      | 吉祥寺CLUB SEATA                  |                            |
| 2月17日  | #とにかく可愛い虹コン                                                         | 代アニLIVEステーション            |                            |
| 2月17日  | #とにかくクールな虹コン                                                       | 代アニLIVEステーション            |                            |
| 3月14日  | 虹コンなりのホワイトデー                                                      | ヴィレッジヴァンガード渋谷本店B2F |                            |
| 3月25日  | 虹コンなりの感謝祭                                                            | 下北沢GARDEN                      |                            |
| ４月1日  | 嘘か誠か!?時代は”虹コン”!!! 〜Don`t fool.FEEL!〜                              | 渋谷WWW                           |                            |
| ４月21日 | 虹コンガールズミーティング                                                    | Zirco Tokyo                       |                            |
| 5月12日  | #絶対にお祭りデートできる虹コン                                               | 代アニLIVEステーション            |                            |
| 5月12日  | #絶対に結婚できる虹コン                                                       | 代アニLIVEステーション            |                            |
| 7月13日  | 虹コン夏祭り！『ジャポニジフェス』                                            | AKIBA_SQUARE                      |                            |
| 7月14日  | 虹コン結成5周年AnniversaryLIVE〜今年もあなたと過ごすサマー！〜                | 横浜ベイホール                    |                            |
| 7月15日  | 虹コン結成5周年AnniversaryLIVE〜今年もあなたと過ごすサマー！〜                | umeda TRAD                        |                            |
| 7月21日  | RAINBOW JAM2019                                                               | 神奈川県民ホール                  | 初のバンド編成ワンマンLIVE |
| 12月29日 | RAINBOW JAM2019 -WINTER-                                                      | Zepp Tokyo                        |                            |

| 2020年   | 2020年 | 2020年           | 2020年 |
| 公演日   | 公演名 | 会場             | 備考 |
| -------- | --- | ---------------- | --- |
| 1月3日   | RAINBOW JAM2019 -WINTER- | umeda TRAD       | |
| 1月5日   | RAINBOW JAM2019 -WINTER- | DIAMOND HALL     | |
| 1月12日  | 新春！2020だよ！ニジ祭り in秋葉原ＵＤＸ                                                                                              | AKIBA_SQUARE     | |
| 7月14日  | 虹コン結成6周年記念ワンマンLIVE“サマーとはキミと虹コンなりっ！！supported by BS11〝虹マジ″                                           |                  | オンライン生配信のみ                                                                                            |
| 9月12日  | 無観客”Summer”ワンマンLIVE The Beginning of 12Stories                                                                                |                  | オンライン生配信。9月12日は延期とされた『“RAINBOW GRAVITY” THE SUMMER TOUR 2020』ツアーファイナル公演日だった。 |
| 10月18日 | BS11「虹マジ」Presents 定期配信公演「虹のコンキスタドール」ワンマンLIVE~ハロウィンスペシャル~                                        |                  | オンライン生配信のみ                                                                                            |
| 11月21日 | BS11「虹マジ」Presents 定期配信公演「虹のコンキスタドール」ワンマンLIVE ~大発表スペシャル~                                           |                  | オンライン生配信のみ                                                                                            |
| 12月24日 | 虹のコンキスタドール FC限定ワンマンLIVE 『もしもこの世界が晴れたら目の前に君が笑顔で立っているの？ ～supported by BS11「虹マジ」～』 | KT Zepp Yokohama | 第一部は有観客FC限定。 第二部は有観客とオンライン生配信。 有観客で行うライブは約10ヶ月ぶり                      |
| 12月24日 | 虹のコンキスタドール ワンマンLIVE 『RAINBOW PARTY！！～supported by BS11「虹マジ」～』                                               | KT Zepp Yokohama | 第一部は有観客FC限定。 第二部は有観客とオンライン生配信。 有観客で行うライブは約10ヶ月ぶり                      |
| 12月27日 | Special Event「さくら色シャワ－」 | TSUTAYA O-EAST   | 片岡未優卒業公演                                                                                                |

| 2021年   | 2021年                                                                                              | 2021年             | 2021年                                       |
| 公演日   | 公演名                                                                                              | 会場               | 備考                                         |
| -------- | --------------------------------------------------------------------------------------------------- | ------------------ | -------------------------------------------- |
| 3月23日  | 虹のコンキスタドールスペシャルイベント 「RIONYAN QUEST〜最終章 最後のフフフ〜」                     | 恵比寿 LIQUIDROOM  | 山本莉唯卒業公演                             |
| 4月11日  | 虹のコンキスタドール ワンマンライブ 「いつかキミと見たミライより遥か」                              | LINE CUBE SHIBUYA  | 新メンバー大塚望由、桐乃みゆの加入を発表     |
| 4月11日  | 虹のコンキスタドール スペシャルイベント 「虹マジ 春のファンまつり〜パンサーお兄さんといっしょ！〜」 | LINE CUBE SHIBUYA  |                                              |
| 7月10日  | RAINBOW SUMMER SHOWER TOUR2021                                                                      | CLUB CITTA'        |                                              |
| 7月22日  | RAINBOW SUMMER SHOWER TOUR2021                                                                      | ダイアモンドホール |                                              |
| 7月31日  | RAINBOW SUMMER SHOWER TOUR2021                                                                      | 心斎橋BIGCAT       |                                              |
| 8月1日   | RAINBOW JAM2021-SUMMER SHOWER-                                                                      | Zepp DiverCity     | 新メンバー石原愛梨沙、神田ジュナの加入を発表 |
| 12月24日 | BS11「虹マジ」Presents『 虹のコンキスタドールSpecial LIVE～クリスマスに本気出していいですか！？～』 | TSUTAYA O-EAST     |                                              |

| 2022年   | 2022年                                                                                         | 2022年                 | 2022年 |
| 公演日   | 公演名                                                                                         | 会場                   | 備考 |
| -------- | ---------------------------------------------------------------------------------------------- | ---------------------- | --- |
| 1月22日  | BS11「虹マジ」Presents 虹のコンキスタドールSpecial LIVE 〜2022年に本気出していいですか！？     | 東京キネマ倶楽部       | |
| 2月27日  | BS11「虹マジ」Presents 虹のコンキスタドールSpecial LIVE 〜バレンタインに本気出していいですか!? | 東京キネマ倶楽部       | |
| 3月16日  | BS11「虹マジ」Presents 虹のコンキスタドールSpecial LIVE 〜ラストに本気出していいですか!?〜     | 恵比寿LIQUIDROOM       | |
| 4月16日  | Over the RAINBOW〜なんたってアイドルなんですっ!!〜 in 日本武道館                               | 日本武道館             | |
| 4月17日  | Over the RAINBOW〜なんたってアイドルなんですっ!!〜 in 日本武道館                               | 日本武道館             | 的場華鈴・根本凪が卒業                                                                                             |
| 6月4日   | 全国美味いもの征服ツアー2022                                                                   | なかのZERO大ホール     | 虹コン予科生として石浜芽衣・尾林結花・原田珠々華・的場華鈴が加入                                                   |
| 6月25日  | 全国美味いもの征服ツアー2022                                                                   | THE BOTTOM LINE        | |
| 7月2日   | 全国美味いもの征服ツアー2022                                                                   | HIROSHIMA CLUB QUATTRO | |
| 7月3日   | 全国美味いもの征服ツアー2022                                                                   | CRAZYMAMA KINGDOM      | |
| 7月9日   | 全国美味いもの征服ツアー2022                                                                   | 金沢EIGHT HALL         | |
| 8月11日  | 全国美味いもの征服ツアー2022                                                                   | 仙台Rensa              | |
| 8月12日  | 全国美味いもの征服ツアー2022                                                                   | 札幌cude garden        | |
| 9月2日   | 全国美味いもの征服ツアー2022                                                                   | 高松MONSTER            | |
| 9月3日   | 全国美味いもの征服ツアー2022                                                                   | CARAVAN SARY           | |
| 9月16日  | 全国美味いもの征服ツアー2022                                                                   | SHELTER                | |
| 9月17日  | 全国美味いもの征服ツアー2022                                                                   | 梅田CLUB QUATTRO       | |
| 10月10   | 全国美味いもの征服ツアー2022                                                                   | LINE CUBE SHIBUYA      | ツアーファイナル                                                                                                   |
| 11月3日  | 全国美味いもの征服ツアー2022                                                                   | DRUM LOGOS             | 台風の接近に伴い延期となった9月18日公演の振替                                                                      |
| 12月17日 | 虹のコンキスタドール ONE-MAN LIVE『愛の三角関数おしえてよ♡ in 日比谷野外音楽堂』               | 日比谷野外大音楽堂     | 約3年ぶりの声出し解禁 有観客と生配信 本公演をもって石原愛梨沙学業専念のため活動休止 虹コン予科生として川端優が加入 |

| 2023年   | 2023年                                                                | 2023年                                     | 2023年                                                             |
| 公演日   | 公演名                                                                | 会場                                       | 備考                                                               |
| -------- | --------------------------------------------------------------------- | ------------------------------------------ | ------------------------------------------------------------------ |
| 2月1日   | 全国美味いもの征服ツアー2023おかわり編                                | EX THEATER ROPPONGI                        | 虹コン予科生として栗原舞優・澤村光彩が加入                         |
| 2月4日   | 全国美味いもの征服ツアー2023おかわり編                                | NIGAATA LOTS                               |                                                                    |
| 2月11日  | 全国美味いもの征服ツアー2023おかわり編                                | CLUB JUNK BOX                              |                                                                    |
| 2月18日  | 全国美味いもの征服ツアー2023おかわり編                                | THE BOTTOM LINE                            |                                                                    |
| 2月19日  | 全国美味いもの征服ツアー2023おかわり編                                | LiveHouse浜松窓枠                          |                                                                    |
| 2月23日  | 全国美味いもの征服ツアー2023おかわり編                                | Eight Hall                                 |                                                                    |
| 3月11日  | 全国美味いもの征服ツアー2023おかわり編                                | LIVE HOUSE GEILS                           |                                                                    |
| 3月12日  | 全国美味いもの征服ツアー2023おかわり編                                | KUMAMoTo B.9V1                             |                                                                    |
| 3月31日  | 全国美味いもの征服ツアー2023おかわり編                                | GORILLA HALL OSAKA                         |                                                                    |
| 4月2日   | 全国美味いもの征服ツアー2023おかわり編                                | VARIT.                                     |                                                                    |
| 4月7日   | 全国美味いもの征服ツアー2023おかわり編                                | 中野サンプラザホール                       |                                                                    |
| 7月8日   | 虹のコンキスタドール 9th Anniversary Live 〜虹コンは9に止まれない！〜 | TOKYO DOME CITY HALL                       | 石浜芽衣・尾林結花・原田珠々華・的場華鈴・栗原舞優が予科生から昇格 |
| 9月1日   | マイレージラブツアー！Supported by ANA                                | Spotify O-EAST                             |                                                                    |
| 9月17日  | マイレージラブツアー！Supported by ANA                                | 酒田hope                                   |                                                                    |
| 9月30日  | マイレージラブツアー！Supported by ANA                                | 島根県芸術文化センターグラントワ           |                                                                    |
| 10月15日 | マイレージラブツアー！Supported by ANA                                | 米子AZTiC laughs                           |                                                                    |
| 10月21日 | マイレージラブツアー！Supported by ANA                                | Livehouse RAG.G                            |                                                                    |
| 10月29日 | マイレージラブツアー！Supported by ANA                                | 富山MAIRO                                  |                                                                    |
| 11月11日 | 全国美味いもの征服ツアー2023食欲の秋冬編                              | 松下IMPホール                              |                                                                    |
| 11月25日 | 全国美味いもの征服ツアー2023食欲の秋冬編                              | Niterra日本特殊陶業市民会館 ビレッジホール |                                                                    |
| 11月18日 | マイレージラブツアー！Supported by ANA                                | 宮崎FLOOR                                  |                                                                    |
| 12月1日  | マイレージラブツアー！Supported by ANA                                | mito LIGHT HOUSE                           |                                                                    |
| 12月8日  | マイレージラブツアー！Supported by ANA                                | 仙台darwin                                 |                                                                    |
| 12月16日 | 全国美味いもの征服ツアー2023食欲の秋冬編                              | ステラボール                               |                                                                    |

| 2024年   | 2024年                                                                                         | 2024年                   | 2024年                                                          |
| 公演日   | 公演名                                                                                         | 会場                     | 備考                                                            |
| -------- | ---------------------------------------------------------------------------------------------- | ------------------------ | --------------------------------------------------------------- |
| 1月10日  | マイレージラブツアー！Supported by ANA                                                         | Zepp Haneda              | 大塚望由・山崎夏菜が卒業                                        |
| 3月9日   | 虹のコンキスタドール LIVE TOUR 2024「マイレージラブツアー！〜キミとふたり飛べたらいいなあ♡〜」 | club GRINDHOUSE          |                                                                 |
| 3月31日  | 虹のコンキスタドール LIVE TOUR 2024「マイレージラブツアー！〜キミとふたり飛べたらいいなあ♡〜」 | THE BOTTOM LINE          |                                                                 |
| 4月5日   | 虹のコンキスタドール LIVE TOUR 2024「マイレージラブツアー！〜キミとふたり飛べたらいいなあ♡〜」 | BLAZE                    | 〜10周年記念公演〜 虹コン予科生として石原愛梨沙・一宮ゆいが加入 |
| 4月20日  | 虹のコンキスタドール LIVE TOUR 2024「マイレージラブツアー！〜キミとふたり飛べたらいいなあ♡〜」 | 梅田 TRAD                |                                                                 |
| 5月11日  | 虹のコンキスタドール LIVE TOUR 2024「マイレージラブツアー！〜キミとふたり飛べたらいいなあ♡〜」 | ミュージックタウン音市場 |                                                                 |
| 6月9日   | 虹のコンキスタドール LIVE TOUR 2024「マイレージラブツアー！〜キミとふたり飛べたらいいなあ♡〜」 | 萩市民館                 |                                                                 |
| 6月26日  | 結成10周年記念 NIJI♡祭り〜虹コン真夏のスーパー大感謝LIVE〜                                     | 白金高輪SELENE b2        |                                                                 |
| 7月15日  | 虹のコンキスタドール 10th Anniversary LIVE 〜すべてが虹になるサマーっ！〜                      | 戸田市文化会館           | 川端優が予科生から昇格                                          |
| 8月17日  | 虹のコンキスタドール 10th Anniversary LIVE 〜すべてが虹になるサマーっ！〜                      | NHK大阪ホール            | 岡田彩夢・神田ジュナが卒業                                      |
| 10月20日 | 虹のコンキスタドール LIVE TOUR2024 「レインボウパルス」                                        | Spotify O-EAST           |                                                                 |
| 11月16日 | 虹のコンキスタドール LIVE TOUR2024 「レインボウパルス」                                        | GORILLA HALL OSAKA       |                                                                 |
| 12月14日 | 虹のコンキスタドール 『マイレージラブツアー!親睦会@岩国編 Supported by ANAあきんど』           | 周東パストラルホール     |                                                                 |

| 2025年  | 2025年                                                                   | 2025年             | 2025年                             |
| 公演日  | 公演名                                                                   | 会場               | 備考                               |
| ------- | ------------------------------------------------------------------------ | ------------------ | ---------------------------------- |
| 2月8日  | 虹のコンキスタドール 真冬の野音2days「真夏の夢は単純じゃない！」         | 日比谷野外大音楽堂 |                                    |
| 2月9日  | 虹のコンキスタドール 真冬の野音2days「真夏の夢は単純じゃない！」         | 日比谷野外大音楽堂 | 中村朱里・鶴見萌・清水理子が卒業   |
| 3月30日 | 虹のコンキスタドール SPRING TOUR 2025 「君の明日が晴れるなら」           | LINE CUBE SHIBUYA  | 石原愛梨沙・一宮ゆいが本科生に昇格 |
| 4月13日 | 虹のコンキスタドール SPRING TOUR 2025 「君の明日が晴れるなら」           | THE BOTTOM LINE    |                                    |
| 5月3日  | 虹のコンキスタドール SPRING TOUR 2025 「君の明日が晴れるなら」           | GORILLA HALL OSAKA |                                    |
| 5月6日  | 虹のコンキスタドール SPRING TOUR 2025 番外編 〜明日からも晴れ！〜        | 東京キネマ倶楽部   | 青山詩が本科生に昇格               |
| 7月4日  | NIJI♡祭り〜夏を取り戻せーっ！〜                                          | 1000 CLUB          |                                    |
| 7月14日 | 虹のコンキスタドール 11th Anniversary LIVE「地球まるっと抱きしめSummer」 | NHKホール          |                                    |
| 8月16日 | 虹のコンキスタドール 11th Anniversary LIVE「地球まるっと抱きしめSummer」 | NHK大阪ホール      |                                    |

### 定期公演
| 2014年  | 2014年                              | 2014年                | 2014年                                                |
| 公演日  | 公演名                              | 会場                  | 備考                                                  |
| ------- | ----------------------------------- | --------------------- | ----------------------------------------------------- |
| 9月7日  | 「中二病でもアイドルがしたい!」公演 | AKIBAカルチャーズ劇場 | 通信簿システムを発表。 鶴見萌を予科生としてお披露目。 |
| 10月5日 | 「中二病でもアイドルがしたい!」公演 | AKIBAカルチャーズ劇場 |                                                       |
| 11月2日 | 「中二病でもアイドルがしたい!」公演 | AKIBAカルチャーズ劇場 |                                                       |
| 12月7日 | 「中二病でもアイドルがしたい!」公演 | AKIBAカルチャーズ劇場 |                                                       |

| 2015年   | 2015年                                   | 2015年                | 2015年 |
| 公演日   | 公演名                                   | 会場                  | 備考 |
| -------- | ---------------------------------------- | --------------------- | --- |
| 2月1日   | 「導かれし者たち」公演                   | AKIBAカルチャーズ劇場 | |
| 3月1日   | 「導かれし者たち」公演                   | AKIBAカルチャーズ劇場 | |
| 4月5日   | 「導かれし者たち」公演                   | AKIBAカルチャーズ劇場 | 赤組、青組に組み分けし各組の単独公演を開催することを発表                                                         |
| 5月3日   | 「導かれし者たち」公演                   | AKIBAカルチャーズ劇場 | つくドル!プロジェクトの新予科生・伊藤有香、岩倉あずさをお披露目。 「振付師チーム」を新設。 3rdシングルを初披露。 |
| 4月21日  | 「バトルだ!!」公演                       | 高円寺HIGH            | メンバーを赤組と青組に分けて公演を行いチケット売上枚数合計で勝敗を決める。 赤組                                  |
| 5月7日   | 「バトルだ!!」公演                       | 高円寺HIGH            | 青組 |
| 5月13日  | 「バトルだ!!」公演                       | 高円寺HIGH            | 赤組 |
| 5月20日  | 「バトルだ!!」公演                       | 高円寺HIGH            | 青組 |
| 5月27日  | 「バトルだ!!」公演                       | 高円寺HIGH            | 赤組 |
| 6月3日   | 「バトルだ!!」公演                       | 高円寺HIGH            | 青組 |
| 6月17日  | 「バトルだ!!」公演                       | 高円寺HIGH            | 青組赤組ファイナル 赤322枚、青319枚で赤組が勝利                                                                  |
| 6月24日  | 「平和の代償〜バトルじゃないもん〜」公演 | 高円寺HIGH            | 青組 |
| 7月1日   | 「平和の代償〜バトルじゃないもん〜」公演 | 高円寺HIGH            | 赤組 |
| 7月8日   | 「平和の代償〜バトルじゃないもん〜」公演 | 高円寺HIGH            | 青組 |
| 7月15日  | 「平和の代償〜バトルじゃないもん〜」公演 | 高円寺HIGH            | 赤組 |
| 7月22日  | 「平和の代償〜バトルじゃないもん〜」公演 | 高円寺HIGH            | 青組 |
| 7月29日  | 「平和の代償〜バトルじゃないもん〜」公演 | 高円寺HIGH            | 赤組 |
| 8月12日  | 「バトル・ロワイアルだ!」公演            | 高円寺HIGH            | 観客投票により下位メンバーが各公演ごとに脱落する。                                                               |
| 8月19日  | 「バトル・ロワイアルだ!」公演            | 高円寺HIGH            | |
| 9月2日   | 「バトル・ロワイアルだ!」公演            | 高円寺HIGH            | |
| 9月9日   | 「バトル・ロワイアルだ!」公演            | 高円寺HIGH            | |
| 9月30日  | 「トライアングル・レインボウ」公演       | 高円寺HIGH            | メンバー3人の公演、全曲がソロで披露される。 木下ひより 陶山恵実里 中村朱里                                       |
| 10月14日 | 「トライアングル・レインボウ」公演       | 高円寺HIGH            | 奥村野乃花 根本凪 的場華鈴                                                                                       |
| 10月7日  | 「007 スペクター」公演                   | 高円寺HIGH            | |
| 10月21日 | 「007 スペクター」公演                   | 高円寺HIGH            | 西七海の卒業セレモニーを開催。                                                                                   |
| 10月28日 | 「007 スペクター」公演                   | 高円寺HIGH            | |
| 11月11日 | 「007 スペクター」公演                   | 高円寺HIGH            | |
| 11月18日 | 「007 スペクター」公演                   | 高円寺HIGH            | |
| 11月25日 | 「007 スペクター」公演                   | 高円寺HIGH            | |
| 12月2日  | 「007 スペクター」公演                   | 高円寺HIGH            | |

| 2016年   | 2016年                                   | 2016年                | 2016年 |
| 公演日   | 公演名                                   | 会場                  | 備考 |
| -------- | ---------------------------------------- | --------------------- | --- |
| 1月7日   | 「虹色健康家族2016」公演                 | AKIBAカルチャーズ劇場 | |
| 1月27日  | 「虹色健康家族2016」公演                 | AKIBAカルチャーズ劇場 | |
| 2月10日  | 「虹色健康家族2016」公演                 | AKIBAカルチャーズ劇場 | つくドル!プロジェクトの新予科生・石原深愛をお披露目。                                                                   |
| 2月24日  | 「虹色健康家族2016」公演                 | AKIBAカルチャーズ劇場 | |
| 3月9日   | 「虹色健康家族2016」公演                 | AKIBAカルチャーズ劇場 | |
| 3月23日  | 「虹色健康家族2016」公演                 | AKIBAカルチャーズ劇場 | |
| 3月5日   | 「虹色健康家族2016 R（リターンズ）」公演 | AKIBAカルチャーズ劇場 | |
| 3月12日  | 「虹色健康家族2016 R（リターンズ）」公演 | AKIBAカルチャーズ劇場 | 12:30と18:30開始の2回公演。                                                                                             |
| 3月27日  | 「虹色健康家族2016 R（リターンズ）」公演 | AKIBAカルチャーズ劇場 | |
| 4月9日   | 「虹色健康家族2016 R（リターンズ）」公演 | AKIBAカルチャーズ劇場 | |
| 4月16日  | 「虹色健康家族2016 R（リターンズ）」公演 | AKIBAカルチャーズ劇場 | |
| 4月6日   | 「虹色児童館」公演                       | AKIBAカルチャーズ劇場 | つくドル!プロジェクト予科生の伊藤有香卒業セレモニーを開催。                                                             |
| 4月20日  | 「虹色児童館」公演                       | AKIBAカルチャーズ劇場 | |
| 5月18日  | 「虹色児童館」公演                       | AKIBAカルチャーズ劇場 | |
| 6月1日   | 「虹色児童館」公演                       | AKIBAカルチャーズ劇場 | |
| 6月15日  | 「虹色児童館」公演                       | AKIBAカルチャーズ劇場 | |
| 6月29日  | 「虹色児童館」公演                       | AKIBAカルチャーズ劇場 | |
| 7月13日  | 「虹サファリパーク」公演                 | AKIBAカルチャーズ劇場 | |
| 7月27日  | 「虹サファリパーク」公演                 | AKIBAカルチャーズ劇場 | |
| 8月10日  | 「虹サファリパーク」公演                 | AKIBAカルチャーズ劇場 | |
| 8月24日  | 「虹サファリパーク」公演                 | AKIBAカルチャーズ劇場 | |
| 9月7日   | 「虹サファリパーク」公演                 | AKIBAカルチャーズ劇場 | |
| 9月21日  | 「虹サファリパーク」公演                 | AKIBAカルチャーズ劇場 | |
| 10月19日 | 「虹色おえかき広場」公演                 | AKIBAカルチャーズ劇場 | 曲中に来場者からのお題に即したイラストを描きあげる「ライブドローイング」を行う。 イラストレーターは白森さわ、甲斐莉乃。 |
| 11月2日  | 「虹色おえかき広場」公演                 | AKIBAカルチャーズ劇場 | |
| 11月30日 | 「虹色おえかき広場」公演                 | AKIBAカルチャーズ劇場 | |
| 12月14日 | 「虹色おえかき広場」公演                 | AKIBAカルチャーズ劇場 | この回のみ白森に代わり鹿目凛(ベボガ!(虹のコンキスタドール黄組))が担当。                                                 |
| 12月28日 | 「虹色おえかき広場」公演                 | AKIBAカルチャーズ劇場 | |

| 2017年  | 2017年                                              | 2017年                | 2017年                                                  |
| 公演日  | 公演名                                              | 会場                  | 備考                                                    |
| ------- | --------------------------------------------------- | --------------------- | ------------------------------------------------------- |
| 1月18日 | 「レインボウディスコ」公演                          | AKIBAカルチャーズ劇場 |                                                         |
| 2月1日  | 「レインボウディスコ」公演                          | AKIBAカルチャーズ劇場 | つくドル!プロジェクトの新予科生・荒井紗也香をお披露目。 |
| 2月15日 | 「レインボウディスコ」公演                          | AKIBAカルチャーズ劇場 |                                                         |
| 3月1日  | 「レインボウディスコ」公演                          | AKIBAカルチャーズ劇場 |                                                         |
| 4月5日  | 「レインボウディスコ」公演                          | AKIBAカルチャーズ劇場 |                                                         |
| 4月19日 | 「レインボウディスコ」公演                          | AKIBAカルチャーズ劇場 |                                                         |
| 5月10日 | 「ライブハウスAKIBAカルチャーズ劇場へようこそ」公演 | AKIBAカルチャーズ劇場 |                                                         |
| 5月31日 | 「ライブハウスAKIBAカルチャーズ劇場へようこそ」公演 | AKIBAカルチャーズ劇場 |                                                         |
| 6月7日  | 「ライブハウスAKIBAカルチャーズ劇場へようこそ」公演 | AKIBAカルチャーズ劇場 |                                                         |
| 6月14日 | 「ライブハウスAKIBAカルチャーズ劇場へようこそ」公演 | AKIBAカルチャーズ劇場 |                                                         |
| 6月21日 | 「ライブハウスAKIBAカルチャーズ劇場へようこそ」公演 | AKIBAカルチャーズ劇場 |                                                         |
| 6月28日 | 「ライブハウスAKIBAカルチャーズ劇場へようこそ」公演 | AKIBAカルチャーズ劇場 |                                                         |
| 7月5日  | 「アキカルサマーの夏が来る!」公演                   | AKIBAカルチャーズ劇場 |                                                         |
| 7月19日 | 「アキカルサマーの夏が来る!」公演                   | AKIBAカルチャーズ劇場 |                                                         |
| 8月2日  | 「アキカルサマーの夏が来る!」公演                   | AKIBAカルチャーズ劇場 |                                                         |
| 8月16日 | 「アキカルサマーの夏が来る!」公演                   | AKIBAカルチャーズ劇場 |                                                         |
| 9月6日  | 「アキカルサマーの夏が来る!」公演                   | AKIBAカルチャーズ劇場 |                                                         |
| 9月27日 | 「アキカルサマーの夏が来る!」公演                   | AKIBAカルチャーズ劇場 |                                                         |

＊2018年は定期公演未開催
| 2019年   | 2019年                                  | 2019年             | 2019年 |
| 公演日   | 公演名                                  | 会場               | 備考   |
| -------- | --------------------------------------- | ------------------ | ------ |
| 9月21日  | 第1回定期公演 ZeppTokyoへの道～初級編～ | duo MUSIC EXCHANGE |        |
| 10月27日 | 第2回定期公演 Zepptokyoへの道～中級編～ | duo MUSIC EXCHANGE |        |
| 11月24日 | 第3回定期公演 ZeppTokyoへの道～上級編～ | 渋谷WWW X          |        |

| 2020年  | 2020年                                                 | 2020年             | 2020年 |
| 公演日  | 公演名                                                 | 会場               | 備考   |
| ------- | ------------------------------------------------------ | ------------------ | ------ |
| 2月22日 | 虹のコンキスタドール定期公演〜虹コン春のカオス猫祭り〜 | duo MUSIC EXCHANGE |        |

| 2021年          | 2021年               | 2021年         | 2021年                                   |
| 公演日          | 公演名               | 会場           | 備考                                     |
| --------------- | -------------------- | -------------- | ---------------------------------------- |
| 1月16日（中止） | 新春虹コンショー2021 | TSUTAYA O-WEST | 新型コロナウイルスの感染拡大を受けて中止 |
|                 |                      |                |                                          |

### その他ライブ・イベント
※販促イベント、インストアイベントを除く
| 2014年            | 2014年                                                              | 2014年                                     | 2014年 |
| 公演日            | 公演名                                                              | 会場                                       | 備考 |
| ----------------- | ------------------------------------------------------------------- | ------------------------------------------ | --- |
| 8月3日            | TOKYO IDOL FESTIVAL 2014                                            | お台場・青海特設会場                       | 虹のコンキスタドールのお披露目 |
| 8月31日           | @JAM EXPO 2014                                                      | 横浜アリーナ                               | |
| 9月28日           | もしもしにっぽんFESTIVAL                                            | 東京体育館                                 | |
| 10月18日          | 西七海生誕祭                                                        | 秋葉原ディアステージ                       | |
| 10月26日          | 小田原城アイドル祭!!                                                | 小田原城址公園                             | |
| 10月25日-11月24日 | pixiv祭                                                             | 六本木ヒルズ 展望台 東京シティビュー回廊内 | 虹コン ハロウィンイベントを10月31日に、虹コン文化祭2014を11月3日に開催。 公式テーマソング「ぴくしぶおんど」のCDを1万枚限定で無料配布 11月8日(土)〜9日にメンバー個別ふれあい会を開催。 |
| 11月11日          | 清 竜人ハーレム♡フェスタ 2014 Vol.2                                 | 渋谷TSUTAYA O-EAST                         | |
| 11月11日          | アイドル横丁×JOL原宿イベント                                        | JOL原宿                                    | |
| 11月22日          | 日本ツインテールフェスティバル2014 vol1                             | 品川ステラボール                           | |
| 12月13日          | 木下ひより生誕祭                                                    | 秋葉原ディアステージ                       | |
| 12月20日          | 長田美成生誕祭                                                      | 秋葉原ディアステージ                       | |
| 12月21日          | アイドルジェネレーションvol.22                                      | 吉祥寺CLUB SEATA                           | |
| 12月24日          | DEARSTAGE主催 クリスマスライブ 2014 〜あなたのサンタになれるかな♡〜 | 神奈川県民ホール                           | |
| 12月27日          | Miss iD フェスティバル’14〜すべての女の子はアイドル、だといいな。   | 新宿ReNY                                   | |

| 2015年        | 2015年                                                                         | 2015年                                                          | 2015年                                                                     |
| 公演日        | 公演名                                                                         | 会場                                                            | 備考                                                                       |
| ------------- | ------------------------------------------------------------------------------ | --------------------------------------------------------------- | -------------------------------------------------------------------------- |
| 1月10日       | 奥村野乃花・的場華鈴 合同生誕祭                                                | 秋葉原ディアステージ                                            |                                                                            |
| 2月3日        | すごい豆まき2015                                                               | 東京タワースタジオ                                              |                                                                            |
| 2月7日        | 中村朱里生誕祭                                                                 | 秋葉原ディアステージ                                            |                                                                            |
| 2月18日       | Ange☆Reve水曜定期公演vol.9                                                     | 秋葉原GOOD MAN                                                  | ゲスト出演                                                                 |
| 2月19日       | LinQ LIVEHOUSE CIRQUIT2015〜LinQの「わ」拡大だ!大作戦‼〜                       | AKIBAカルチャーズ劇場                                           | ゲスト出演                                                                 |
| 2月28日       | アイドル横丁新聞杯!! 2015〜2月の陣〜                                           | TIAT SKY HALL 羽田空港国際線旅客ターミナル                      |                                                                            |
| 3月1日        | 第4回アイドル横丁祭!!”中学生うた姫決定戦”                                      | 新宿BLAZE                                                       |                                                                            |
| 3月15日       | 根本凪生誕祭                                                                   | 秋葉原ディアステージ                                            |                                                                            |
| 3月21日       | アイドル横丁新聞杯!! 2015 〜3月の陣〜                                          | TIAT SKY HALL 羽田空港国際線旅客ターミナル                      |                                                                            |
| 3月22日       | アイドルジェネレーション vol.25 〜桜、咲く頃に                                 | 吉祥寺CLUB SEATA                                                |                                                                            |
| 3月27日       | アイドル横丁さくら祭!!〜2015〜                                                 | 代々木公園野外音楽堂                                            |                                                                            |
| 4月2日        | forTUNE fes vol.0                                                              | Zepp ダイバーシティ東京                                         |                                                                            |
| 4月12日       | 全力道2015 Vol.1                                                               | 渋谷eggman                                                      |                                                                            |
| 4月18日       | 虹コンだいすきクラブありがとう会                                               | アキバシアター                                                  | ファンクラブ会員限定イベント                                               |
| 4月19日       | 月刊ニュータイプ presents アイドル×アニソン＝∞フェス!                          | スタジオアルタ                                                  |                                                                            |
| 4月25日       | アイドル横丁新聞杯!! 2015 〜4月の陣〜                                          | TIAT SKY HALL 羽田空港国際線旅客ターミナル                      |                                                                            |
| 5月1日        | アニメ・フェスティバル・アジア 2015                                            | タイ王国、バンコク International Trade and Exhibition Centre    |                                                                            |
| 5月5日        | アイドルジェネレーション vol.26 〜5月5日だ!GWはWWWでGo!Go!Go!!〜               | 渋谷WWW                                                         |                                                                            |
| 5月8日        | BELLRING少女ハート主催「新宿58金party」                                        | 新宿MARZ                                                        | 主催者のTwitterの呼びかけに応えて急きょ出演                                |
| 5月9日        | HARAJUKU KAWAii!! WEEK 2015                                                    | 原宿アストロホール                                              |                                                                            |
| 5月16日       | 「東京タワーTV」公開放送ライブ                                                 | 東京タワー大展望台Club333                                       |                                                                            |
| 5月17日       | 東京大学「第88回五月祭」                                                       | 東京大学本郷キャンパスグランドフェスティバルステージ            |                                                                            |
| 5月23日       | 重松佑佳生誕祭                                                                 | 秋葉原ディアステージ                                            |                                                                            |
| 6月6日        | LinQ定期公演                                                                   | 福岡 天神ベストホール                                           | ゲスト出演                                                                 |
| 6月13日       | 陶山恵実里生誕祭                                                               | 秋葉原ディアステージ                                            |                                                                            |
| 6月21日       | アイドルジェネレーション vol.27                                                | 吉祥寺CLUB SEATA                                                |                                                                            |
| 6月28日       | IDOL GOLDEN-SHOWTIME 2015                                                      | 京王閣競輪場                                                    |                                                                            |
| 7月2日-4日    | Japan Expo 16e Impact                                                          | フランス、パリ Parc des Expositions de Villepinte               | 鶴見萌の単独参加                                                           |
| 7月4日        | アイドル横丁夏まつり!!〜2015〜前夜祭!!                                         | ディファ有明                                                    |                                                                            |
| 7月5日        | アイドル横丁夏まつり!!〜2015〜                                                 | 新木場STUDIO COAST                                              |                                                                            |
| 7月14日       | 虹のコンキスタドール1周年記念イベント                                          | アキバシアター                                                  | ファンクラブ会員限定イベント                                               |
| 7月19日       | アイドルジェネレーション vol.29 〜夏だ!恵比寿だ!、アイジェネだ!                | 恵比寿リキッドルーム                                            |                                                                            |
| 7月20日       | BAPA2期生卒業制作展「2020年の渋谷系–次代のライブエンタテインメント–」          | 渋谷ヒカリエ9F ホールB                                          | 次世代クリエイタースクール「BAPA」の卒業制作となるコンサート演出企画に協力 |
| 7月26日       | MATSURHYTHM! 2015                                                              | 日比谷野外大音楽堂                                              |                                                                            |
| 8月1日-2日    | TOKYO IDOL FESTIVAL 2015                                                       | お台場・青海特設会場                                            |                                                                            |
| 8月3日        | AKIBAカルチャーズ劇場 SUMMER SELECTIONS vol.2〜虹のコンキスタドール            | AKIBAカルチャーズ劇場                                           |                                                                            |
| 8月5日        | 虹コン納涼のどじまん大会                                                       | 高円寺HIGH                                                      |                                                                            |
| 8月6日-8日    | 漫畫博覽會 2015                                                                | 台湾、台北市、台北世界貿易中心                                  |                                                                            |
| 8月14日       | アキバアカデミア サマー2015夏祭り                                              | 富士ソフト アキバプラザ                                         |                                                                            |
| 8月16日       | お台場夢大陸 〜 ドリームメガナツマツリ 〜                                      | フジテレビジョン本社屋                                          |                                                                            |
| 8月16日       | アイドルジェネレーション vol.30 〜ついにアイジェネ30回!拡大SP〜                | 渋谷WWW                                                         |                                                                            |
| 8月18日       | 愛踊祭エリア南関東地区代表決定戦                                               | イオンモール津田沼                                              |                                                                            |
| 8月27日       | しずる館Festival 2015 in亀有                                                   | かめありリリオホール                                            |                                                                            |
| 8月28日       | ハマサイトの夏祭り                                                             | 汐留ビルディング外構                                            |                                                                            |
| 8月29日       | 横アリを眺めるっきゃない!2015                                                  | 新横浜ベルズ                                                    |                                                                            |
| 8月31日       | 虹コンなりの富士山?ツアー                                                      | 高尾山                                                          |                                                                            |
| 9月12日-13日  | Comic Con India                                                                | インド、ハイデラバード、Hitex Exhibition Center                 | 鶴見萌の単独参加                                                           |
| 9月16日       | 長田美成ソロ公演「これが美成の世界観」                                         | 高円寺HIGH                                                      | 長田美成の単独公演                                                         |
| 9月19日-20日  | アイドル横丁@肉フェスお台場                                                    | お台場 シンボルプロムナード公園 夢の広場                        |                                                                            |
| 9月26日       | dropの十二番勝負!〜虹のコンキスタドールの巻〜                                  | AKIBAカルチャーズ劇場                                           | dropとの共演                                                               |
| 10月3日       | 東海アイドル万博2015                                                           | 東建ホール                                                      |                                                                            |
| 10月4日       | 妄想大運動会                                                                   | 代々木第二体育館                                                |                                                                            |
| 10月13日      | UNIDOL2015Fresh                                                                | 新宿ReNY                                                        |                                                                            |
| 10月25日      | 秋葉原ハロウィンパーティー 2015                                                | ベルサール秋葉原                                                |                                                                            |
| 10月31日      | ハロウィンコンポート2015・夜ハロ                                               | 新宿BLAZE                                                       |                                                                            |
| 11月07日      | MOSHI MOSHI NIPPON FESTIVAL 2015 in TOKYO                                      | 東京体育館                                                      |                                                                            |
| 11月14日-15日 | 納豆フェスタ 2015                                                              | 代々木公園イベント広場                                          |                                                                            |
| 11月15日      | アイドルジェネレーション vol.32 〜秋深し・・・もっとHEAT!燃えよBLAZE!!〜       | 新宿BLAZE                                                       |                                                                            |
| 11月15日      | アイドル横丁〜秋風便り〜!!                                                     | 渋谷TSUTAYA O-WEST                                              |                                                                            |
| 11月16日      | 本格音楽女子祭-其の十壱                                                        | 渋谷TSUTAYA O-EAST                                              |                                                                            |
| 11月23日      | OTODAMA 空フェス 2015 〜冬、空に一番近い祭〜WE LOVE YOU                        | Zepp ダイバーシティ東京 野外ステージ                            |                                                                            |
| 11月27日-29日 | Anime Festival Asia Singapore 2015                                             | シンガポール、Suntec Singapore Convention and Exhibition Centre |                                                                            |
| 12月5日       | HighLisk2015 in 和歌山                                                         | 和歌山マリーナシティ                                            |                                                                            |
| 12月9日       | 鶴見萌生誕イベント “Moet in Wonderland”                                        | 高円寺HIGH                                                      |                                                                            |
| 12月12日      | I・f・L JAMboree TOKYO IDOL PROJECT & DMM.yell                                 | 六本木ニコファーレ                                              |                                                                            |
| 12月13日      | @JAM NEXT Vol.24〜先取り!クリスマスペシャル!!〜                                | AKIBAカルチャーズ劇場                                           |                                                                            |
| 12月16日      | 長田美成生誕イベント “これが美成の世界観 vol.2 〜18才も塩対応〜”               | 高円寺HIGH                                                      |                                                                            |
| 12月20日      | INV.IDOL TRIGGER→ support by Village Vanguard                                  | 東建ホール                                                      |                                                                            |
| 12月22日      | 大塚望由生誕イベント”宇宙人の恩返し〜ステージのむこうは、ヲッタクの国でした〜” | 高円寺HIGH                                                      |                                                                            |
| 12月23日      | A応P VS-LIVE Vol.4                                                             | 恵比寿CreAto                                                    | A応Pとの共演                                                               |
| 12月30日      | 的場華鈴生誕イベント”天使なんかじゃなくない〜15歳、立派な天使になる〜          | 高円寺HIGH                                                      |                                                                            |

| 2016年      | 2016年                                                                 | 2016年                     | 2016年             |
| 公演日      | 公演名                                                                 | 会場                       | 備考               |
| ----------- | ---------------------------------------------------------------------- | -------------------------- | ------------------ |
| 1月9日-10日 | 虹コンだいすきクラブで行く新春レインボウツアーズin熱海                 | 熱海                       |                    |
| 1月11日     | アイドルジェネレーション vol.34 Zepp開催SP!!                           | Zeppダイバーシティ東京     |                    |
| 1月12日     | 奥村野乃花生誕イベント”俺のののたも15才か…【JC終了のお知らせ】         | 高円寺HIGH                 |                    |
| 1月24日     | IDOLidge Carnival-アイドリッジカーニバル-                              | 新宿ReNY                   |                    |
| 1月28日     | タワワヒットパレード supported by TOWER RECORDS                        | 名古屋クラブクアトロ       |                    |
| 1月30日     | Catchboard Live 楽音〜GAKUON〜                                         | 新宿ステーションスクエア   |                    |
| 2月2日      | 中村朱里生誕イベント「あかりんの18さいのおたんじょうびかい」           | 高円寺HIGH                 |                    |
| 2月3日      | すごい豆まき2016                                                       | 品川ステラボール           |                    |
| 2月9日      | 「フリージアとショコラ」〜トライアングル・バレンタイン〜               | 渋谷TSUTAYA O-WEST         |                    |
| 2月11日     | アイドル横丁〜バレンタイン便り〜                                       | 渋谷TSUTAYA O-WEST         |                    |
| 2月13日     | アイドルジェネレーションvol.35 〜バレンタイン・イヴ☆ジェネレーション〜 | マウントレーニアホール渋谷 |                    |
| 2月27日     | 虹のコンキスタドール謎解きイベント〜消えたプロデューサーの謎〜         | 旧豊島区役所               |                    |
| 3月13日     | DMM.yell Live 2016                                                     | 新宿ReNY                   |                    |
| 3月15日     | 根本凪生誕イベント“ガイアが私に17歳と囁いている〜17歳の決意〜”         | 恵比寿CreAto               |                    |
| 4月3日      | LOUNGE NEO学園 平成28年度 “入学式”                                     | LOUNGE NEO                 | 根本凪の単独出演。 |
| 4月14日     | IDOL CONTENT EXPO                                                      | 新宿BLAZE                  |                    |
| 4月17日     | アイドルジェネレーションvol.36 〜Supreme Spring 2016〜                 | 吉祥寺CLUB SEATA           |                    |
| 4月19日     | TOKYO IDOL LIVE vol.21                                                 | 恵比寿CreAto               |                    |
| 4月23日     | フジヤマプロジェクトジャパン 1周年興行                                 | ESAKA MUSE                 |                    |

| 2017年   | 2017年 | 2017年                                                       | 2017年 |
| 公演日   | 公演名 | 会場                                                         | 備考 |
| -------- | --- | ------------------------------------------------------------ | --- |
| 1月3日   | TOKYO IDOL PROJECT ×@JAM『ニューイヤープレミアムパーティー2017                                                       | Zepp Tokyo                                                   | |
| 1月3日   | TOKYO IDOL PROJECT ×@JAM『ニューイヤープレミアムパーティー2017                                                       | Zepp DiverCity                                               | |
| 1月3日   | TOKYO IDOL PROJECT ×@JAM『ニューイヤープレミアムパーティー2017                                                       | フジテレビ本社7階特設ステージ                                | |
| 1月14日  | 清 竜人ハーレム フェスタ SPECIAL                                                                                     | 新木場STUDIO COAST                                           | 大塚・奥村・清水・陶山・鶴見・中村・根本・蛭田・的場・大和・山崎・片岡 |
| 1月15日  | IDOL AND READ 009 トークイベント                                                                                     | ヴィレッジヴァンガード下北沢店                               | 根本凪 |
| 1月20日  | 「WALL×虹のコンキスタドール」コラボイベント                                                                          | ラフォーレ原宿                                               | 奥村・根本・片岡 |
| 1月21日  | 「WALL×虹のコンキスタドール」コラボイベント                                                                          | ラフォーレ原宿                                               | 大塚・奥村・片岡・隈本・陶山・大和・中村・根本・的場 |
| 1月21日  | バロンiドール杯 開幕戦（第1節）                                                                                      | キャプテン翼スタジアム横浜元町                               | 清水、陶山、蛭田、大和、山崎、鹿目、葉月、樋口、水沢、水戸 |
| 1月22日  | 「WALL×虹のコンキスタドール」コラボイベント                                                                          | ラフォーレ原宿                                               | 清水・蛭田・山崎・片岡・隈本・大塚・奥村・大和・陶山・中村・根本・的場 |
| 1月23日  | 「WALL×虹のコンキスタドール」コラボイベント                                                                          | ラフォーレ原宿                                               | 奥村・陶山・根本・的場 |
| 1月24日  | 「WALL×虹のコンキスタドール」コラボイベント                                                                          | ラフォーレ原宿                                               | 大塚・奥村・陶山・鶴見・中村・的場・大和 |
| 1月28日  | TOYOSU Seaside Fes Next 17’〜WINTER〜                                                                                | アーバンドック ららぽーと豊洲 シーサイドデッキメインステージ | |
| 1月28日  | iPop Monthly Fes vol.57 3部                                                                                          | 池袋サンシャインシティ 噴水広場                              | 大塚、奥村、清水、陶山、中村、根本、蛭田、的場、山崎、大和、片岡、隈本 |
| 1月28日  | 南の国から〜さよなら10代〜                                                                                           | For you Studio                                               | 清水理子生誕イベント 蛭田愛梨、山崎夏菜 |
| 1月30日  | あかりんと一緒にDancing Night for Last teen!!!                                                                       | LOFT9 Shibuya                                                | 中村朱里生誕イベント |
| 1月30日  | JAPAN IDOL SUPER LIVE 2017 vol.1～1月特大版編～                                                                      | 渋谷TSUTAYA O-EAST                                           | 黄組 |
| 2月1日   | 「アイドルとヲタク大研究読本イエッタイガー」発売記念トーク＆サイン会                                                 | ヴィレッジヴァンガード下北沢店                               | 鹿目凛、葉月梨花、水沢心愛 |
| 2月3日   | すごい豆まき2017 | スターライズタワー                                           | 大塚望由、奥村野乃花、清水理子、陶山恵実里、鶴見萌、中村朱里、根本凪、蛭田愛梨、的場華鈴、山崎夏菜、大和明桜、片岡未優、隈本茉莉奈                                                       |
| 2月5日   | “IDOLidge FESTIVAL”×Glad 7th Anniversary supported by フリージアとショコラ2017                                       | duo MUSIC EXCHANGE                                           | 大塚望由、清水理子、陶山恵実里、根本凪、蛭田愛梨、的場華鈴、山崎夏菜、大和明桜 |
| 2月5日   | アイドルストーム vol.5〜夜の部〜                                                                                     | TOKYO FMホール                                               | 鹿目凛、葉月梨花、樋口彩、水沢心愛、水戸しのぶ、三浜ありさ |
| 2月5日   | 第5回 台北國際動漫節                                                                                                 | 台北世界貿易センター南港展覧館                               | 奥村野乃花、鶴見萌、中村朱里 |
| 2月6日   | 第5回 台北國際動漫節                                                                                                 | 台北世界貿易センター南港展覧館                               | 奥村野乃花、鶴見萌、中村朱里 |
| 2月11日  | 東海アイドル万博2017                                                                                                 | ダイアモンドホール                                           | 大塚望由、奥村野乃花、陶山恵実里、中村朱里、根本凪、的場華鈴、大和明桜、片岡未優 |
| 2月12日  | CBCテレビ アイドリぃむ！TV Presents アイドリぃむ！LIVE バレンタイン SPECIAL！ Supported by‐フリージアとショコラ2017‐ | ダイアモンドホール                                           | 大塚望由、奥村野乃花、陶山恵実里、中村朱里、根本凪、的場華鈴、大和明桜、片岡未優 |
| 2月14日  | paripa〜2/14の片想い編〜                                                                                             | 高円寺HIGH                                                   | 赤組 |
| 2月17日  | 「アイドルとヲタク大研究読本イエッタイガー」発売記念トーク＆サイン会                                                 | でらなんなん池袋店                                           | 鹿目凛、葉月梨花、樋口彩、水沢心愛、三浜ありさ |
| 2月19日  | TOKYO IDOL LIVE Vol.32                                                                                               | 恵比寿CreAto                                                 | 黄組 |
| 2月24日  | 「アイドルとヲタク大研究読本イエッタイガー」発売記念トーク＆サイン会                                                 | 文禄堂高円寺店                                               | 鹿目凛 |
| 2月25日  | バロンiドール杯 第2節                                                                                                | キャプテン翼スタジアム横浜元町                               | |
| 2月25日  | GIRLS×GIRLS×GIRLS 〜みなさんのおかげです〜                                                                           | 東京キネマ倶楽部                                             | 黄組 |
| 3月3日   | 札幌ファンタスティック音楽祭                                                                                         | 札幌Sound Lab mole                                           | 赤組 |
| 3月5日   | ゆうばりファンタスティックアイドル音楽祭！                                                                           | ゆうばりホテルシューパロ 2F嶺水の間                          | 赤組 |
| 3月5日   | IVVGP（idol v v grand prix）                                                                                         | 池袋西口公園 野外ステージ                                    | 青組 |
| 3月5日   | 小悪魔あいりちゃん13さいになるんだって！〜spring halation〜                                                          | For you Studio                                               | 蛭田愛梨 生誕イベント |
| 3月12日  | アイドルネッサンス×虹のコンキスタドール 2マンライブ「虹をかけるネッサンス」                                          | SHIBUYA WWW X                                                | |
| 3月12日  | バロンiドール杯 公開練習                                                                                             | 東京体育館フットサルコート                                   | 大塚望由、奥村野乃花、清水理子、鶴見萌、中村朱里、根本凪、蛭田愛梨、的場華鈴、山崎夏菜、大和明桜、荒井紗也香、片岡未優、隈本茉莉奈                                                       |
| 3月14日  | IDOL CONTENT EXPO @新宿BLAZE ～Happy White Day～                                                                     | 新宿BLAZE                                                    | 青組 |
| 3月15日  | 「大人」っていう駅まで学割でいくらですか！？〜IBARAKI ネモちゃん18歳高3〜                                            | AKIBAカルチャーズ劇場                                        | 根本凪生誕イベント |
| 3月18日  | アイドル横丁杯!!〜真の美少女は誰だ！？#ヲタ読イエッタイガー〜                                                        | 恵比寿CreAto                                                 | サジタリアス流星群 |
| 3月19日  | フジテレビ・ミステリーツアー                                                                                         | フジさんのヨコ（フジテレビ本社屋）                           | |
| 3月19日  | アイドル対抗フットサルリーグ バロンiドール杯 第3節                                                                   | キャプテン翼スタジアム横浜元町                               | |
| 3月20日  | 新星堂presents iPop Monthly Fes vol.59                                                                               | 池袋サンシャインシティ噴水広場                               | |
| 3月20日  | 新星堂presents iPop Monthly Fes vol.59                                                                               | 池袋サンシャインシティ噴水広場                               | |
| 3月27日  | 「WALL×虹のコンキスタドール」コラボイベント                                                                          | WALL 大阪                                                    | 特典会 |
| 3月27日  | ライブトーク「kimidori」                                                                                             | リモートトークライブ                                         | サジタリアス流星群 |
| 4月4日   | IDOL CONTENT EXPO @新宿BLAZE ～春休み４大感謝祭～ 参ノ章                                                             | 新宿BLAZE                                                    | サジタリアス流星群 |
| 4月8日   | TALE in Wonderland TAIWAN                                                                                            | 杰克音樂Jack’s Studio                                        | 台北遠征 |
| 4月9日   | TALE in Wonderland TAIWAN                                                                                            | 杰克音樂Jack’s Studio                                        | 台北遠征 |
| 4月9日   | アイドル横丁桜まつり!!〜2017〜                                                                                       | SHIBUYA WWW X                                                | サジタリアス流星群 |
| 4月17日  | MARQUEE祭り Vol.03                                                                                                   | TSUTAYA O-WEST                                               | |
| 4月18日  | 今夜はアナタのフェス vol.2 〜春の大祭典!!〜 第2夜                                                                    | 渋谷TSUTAYA O-EAST                                           | サジタリアス流星群 |
| 4月21日  | Thailand Comic Con 2017                                                                                              | ロイヤルパラゴンホール                                       | 奥村野乃花、鶴見萌、中村朱里、根本凪、的場華鈴、大和明桜 |
| 4月22日  | 新星堂presents iPop Monthly Fes vol.60                                                                               | 池袋サンシャインシティ 噴水広場                              | サジタリアス流星群 ベボガ！ |
| 4月22日  | Thailand Comic Con 2017                                                                                              | ロイヤルパラゴンホール                                       | 奥村野乃花、鶴見萌、中村朱里、根本凪、的場華鈴、大和明桜 |
| 4月22日  | アイドルジェネレーション vol.46（第2部）                                                                             | 渋谷WWW                                                      | サジタリアス流星群 |
| 4月22日  | 新星堂presents iPop Monthly Fes vol.60                                                                               | 池袋サンシャインシティ 噴水広場                              | サジタリアス流星群 ベボガ！ |
| 4月22日  | アイドルジェネレーション vol.46（第2部）                                                                             | 渋谷WWW                                                      | サジタリアス流星群 |
| 4月23日  | Thailand Comic Con 2017                                                                                              | ロイヤルパラゴンホール                                       | 奥村野乃花、鶴見萌、中村朱里、根本凪、的場華鈴、大和明桜 |
| 4月29日  | アイドル対抗フットサルリーグ バロンiドール杯 第4節                                                                   | キャプテン翼スタジアム横浜元町                               | |
| 5月4日   | 横浜開港記念みなと祭 ヨコハマカワイイパーク                                                                          | 山下公園                                                     | |
| 5月6日   | 推しメンたちとの『死んでも河豚食べる会』                                                                             | シークレットイベント                                         | 虹コンだいすきクラブ特典イベント |
| 5月6日   | 聖ゾンビ女学院 入学式                                                                                                | シークレットイベント                                         | 虹コンだいすきクラブ特典イベント |
| 5月7日   | 映画『聖ゾンビ女学院』公開記念スペシャルトークイベント                                                               | 新宿村スタジオ                                               | 奥村野乃花、鶴見萌、中村朱里、根本凪、的場華鈴、大和明桜、岡田彩夢、清水理子、蛭田愛梨、山崎夏菜                                                                                         |
| 5月18日  | 映画「トモダチゲーム 劇場版」完成披露イベント                                                                        | ユナイテッド･シネマ豊洲                                      | 根本凪 |
| 5月23日  | 第2回 とりあえず祝の１曲打ちますか！                                                                                 | 下北沢CLUB251                                                | 大和明桜生誕イベント |
| 5月27日  | 映画『聖ゾンビ女学院』公開記念舞台挨拶                                                                               | シネマート新宿                                               | 奥村野乃花、鶴見萌、中村朱里、根本凪、的場華鈴、大和明桜 岡田彩夢、清水理子、山崎夏菜、蛭田愛梨、片岡未優                                                                                |
| 5月28日  | アイドルジェネレーション vol.48                                                                                      | 渋谷TSUTAYA O-EAST                                           | |
| 5月29日  | アイドル対抗フットサルリーグ バロンiドール杯 第5節                                                                   | キャプテン翼スタジアム横浜元町                               | |
| 6月4日   | TOKYO IDOL LIVE Vol.36「フジさんのヨコSP・4回目！」                                                                  | フジさんのヨコ（フジテレビMT７F）                            | サジタリアス流星群 |
| 6月9日   | 映画『聖ゾンビ女学院』千秋楽イベント                                                                                 | シネマート新宿                                               | 鶴見萌・中村朱里・根本凪 |
| 6月11日  | IDOL CONTENT EXPO@新宿BLAZE ～緊急開催Vol.2！休日だョ！30組以上全員集合！～                                          | 新宿BLAZE                                                    | |
| 6月17日  | アイドル対抗フットサルリーグ バロンiドール杯 第6節                                                                   | キャプテン翼スタジアム横浜元町                               | |
| 6月17日  | Girl’s Bomb!! 〜夏まで待てない〜                                                                                     | 新木場STUDIO COAST                                           | |
| 6月25日  | 虹みる☆ディアステージ                                                                                                | 秋葉原ディアステージ                                         | メイドカフェ、ライブ、特典会、スナックしみ子 |
| 7月1日   | アイドル対抗フットサルリーグ バロンiドール杯 特別合同合宿                                                            |                                                              | 虹のコンキスタドール、ベボガ |
| 7月2日   | アイドル対抗フットサルリーグ バロンiドール杯 特別合同合宿                                                            |                                                              | 虹のコンキスタドール、ベボガ |
| 7月7日   | 16th Japan Expo 2017（パリ・ノール・ヴィルパント展示会場）                                                           | Saiko!Stage                                                  | 奥村野乃花、根本凪、的場華鈴、大和明桜 |
| 7月8日   | 16th Japan Expo 2017（パリ・ノール・ヴィルパント展示会場）                                                           | Saiko!Stage                                                  | 奥村野乃花、鶴見萌、中村朱里、根本凪、的場華鈴、大和明桜 |
| 7月9日   | 16th Japan Expo 2017（パリ・ノール・ヴィルパント展示会場）                                                           | Ichigo Stage                                                 | 奥村野乃花、鶴見萌、中村朱里、根本凪、的場華鈴、大和明桜 |
| 7月9日   | 16th Japan Expo 2017（パリ・ノール・ヴィルパント展示会場）                                                           | Sumire Stage                                                 | Signing session |
| 7月8日   | アイドル横丁夏まつり!!〜2017〜                                                                                       | 横浜赤レンガパーク                                           | サジタリアス流星群 水着 DE 爆乳の祭典 コラボ（片岡未優・隈本茉莉奈） グラドル横丁 アトラクション（片岡未優・隈本茉莉奈） 夢見てる15歳 コラボ（山崎夏菜） ライブ、特典会、ENDING イベント |
| 7月9日   | アイドル横丁夏まつり!!〜2017〜                                                                                       | 横浜赤レンガパーク                                           | サジタリアス流星群 水着 DE 爆乳の祭典 コラボ（片岡未優・隈本茉莉奈） グラドル横丁 アトラクション（片岡未優・隈本茉莉奈） 夢見てる15歳 コラボ（山崎夏菜） ライブ、特典会、ENDING イベント |
| 7月14日  | 「WALL×虹のコンキスタドール」コラボイベント                                                                          | ラフォーレ原宿                                               | 奥村・清水・根本・片岡 |
| 7月15日  | 「WALL×虹のコンキスタドール」コラボイベント                                                                          | ラフォーレ原宿                                               | 奥村・的場・大和・隈本・中村・根本・鶴見・片岡・荒井 |
| 7月15日  | IDOLidge Carnival in TAIPEI FINAL                                                                                    | 台湾Jack’s Studio（杰克音樂）                                | サジタリアス流星群 |
| 7月16日  | IDOLidge Carnival in TAIPEI FINAL                                                                                    | 台湾Jack’s Studio（杰克音樂）                                | サジタリアス流星群 |
| 7月16日  | 「WALL×虹のコンキスタドール」コラボイベント                                                                          | ラフォーレ原宿                                               | 鶴見・中村・荒井・片岡・隈本 |
| 7月17日  | 「WALL×虹のコンキスタドール」コラボイベント                                                                          | ラフォーレ原宿                                               | 奥村・中村・的場・大和 |
| 7月18日  | 「WALL×虹のコンキスタドール」コラボイベント                                                                          | ラフォーレ原宿                                               | 根本・的場・片岡 |
| 7月19日  | 「WALL×虹のコンキスタドール」コラボイベント                                                                          | ラフォーレ原宿                                               | 岡田・隈本 |
| 7月20日  | 「WALL×虹のコンキスタドール」コラボイベント                                                                          | ラフォーレ原宿                                               | 岡田・清水・蛭田・山崎 |
| 7月21日  | 「WALL×虹のコンキスタドール」コラボイベント                                                                          | ラフォーレ原宿                                               | 清水・的場・大和 |
| 7月22日  | 加賀温泉郷フェス2017                                                                                                 | 山代温泉瑠璃光                                               | 岡田・清水・中村・蛭田・的場・山崎 |
| 7月22日  | SEKIGAHARA IDOL WARS 2017 〜関ケ原唄姫合戦〜                                                                         | 桃配運動公園（岐阜県）                                       | 奥村・根本・大和明桜・片岡・隈本 |
| 7月23日  | SEKIGAHARA IDOL WARS 2017 〜関ケ原唄姫合戦〜                                                                         | 桃配運動公園（岐阜県）                                       | |
| 7月29日  | MOSO FES（バロンiドール杯最終節）                                                                                    | MIFA Football Park                                           | |
| 8月3日   | 「トモダチゲーム 劇場版FINAL」完成披露イベント                                                                       | ユナイテッド･シネマ豊洲                                      | 根本凪 |
| 8月4日   | TOKYO IDOL FESTIVAL 2017                                                                                             | FESTIVAL STAGE                                               | |
| 8月4日   | TOKYO IDOL FESTIVAL 2017                                                                                             | SKY STAGE                                                    | |
| 8月4日   | TOKYO IDOL FESTIVAL 2017                                                                                             | HOT STAGE                                                    | |
| 8月8日   | みんなと夢を彩りたい！〜吾輩は17歳である〜                                                                           | 新宿MARZ                                                     | 岡田彩夢生誕イベント 清水・蛭田・山崎・片岡・隈本 |
| 8月12日  | 台湾漫画博覧会 | 台北世貿一館                                                 | |
| 8月13日  | 台湾漫画博覧会 | 台北世貿一館                                                 | |
| 8月18日  | 「WALL×虹のコンキスタドール」コラボイベント 大阪                                                                     | なんばCITY本館地下1階                                        | 中村・根本・的場・岡田・清水 |
| 8月26日  | Animelo Summer Live 2017                                                                                             | 埼玉スーパーアリーナ けやきひろばステージ”                   | |
| 8月26日  | @JAM EXPO 2017 | 横浜アリーナ トークステージ                                  | DD大会議 奥村野乃花 |
| 8月26日  | @JAM EXPO 2017 | 横浜アリーナ ピーチステージ                                  | |
| 8月26日  | @JAM EXPO 2017 | 横浜アリーナ キウイステージ                                  | |
| 8月27日  | @JAM EXPO 2017 | 横浜アリーナ トークステージ                                  | DD大会議 奥村野乃花 |
| 8月27日  | @JAM EXPO 2017 | 横浜アリーナ ストロベリーステージ                            | 的場華鈴 |
| 8月27日  | @JAM EXPO 2017 | 横浜アリーナ パイナップルステージ                            | |
| 8月27日  | @JAM EXPO 2017 | 横浜アリーナ ブルーベリーステージ                            | |
| 8月27日  | @JAM EXPO 2017 | 横浜アリーナ 黒騎士と白の魔王ブース                          | |
| 8月27日  | @JAM EXPO 2017 | 横浜アリーナ V.I.P.専用エリア                                | |
| 8月29日  | You may Dreamin!! Vol.01                                                                                             | めいどりーみん 秋葉原 LIVE RESTAURANT Heaven’s Gate          | 岡田彩夢・片岡未優・隈本茉莉奈・清水理子・蛭田愛梨・山崎夏菜 |
| 8月30日  | 竹の子の夏は終わらない〜エンドレスサマー〜                                                                           | 代々木公園野外音楽堂                                         | |
| 9月3日   | IDOL GALAXY 02 | LIQUIDROOM                                                   | |
| 9月23日  | majority × minority                                                                                                  | TwinBox AKIHABARA                                            | |
| 9月24日  | PALET presents Mix Colors SPACIAL                                                                                    | TSUTAYA O-WEST                                               | |
| 9月30日  | 新星堂presents iPop Monthly Fes vol.64                                                                               | 池袋サンシャインシティ 噴水広場                              | |
| 10月17日 | MARQUEE祭 Vol.07 | TSUTAYA O-WEST                                               | 岡田彩夢・奥村野乃花・片岡未優・隈本茉莉奈・中村朱里・大和明桜 |
| 10月22日 | ボロフェスタ2017 | 京都KBSホール                                                | 赤組 [奥村・鶴見・中村・根本・的場・大和] |
| 10月22日 | AKIBA Cultures Kaleidoscope vol.8                                                                                    | AKIBAカルチャーズ劇場                                        | サジタリアス流星群 |
| 10月28日 | TOYOSU Seaside Fes Next 17’〜AUTUMN〜                                                                                | アーバンドック ららぽーと豊洲                                | 奥村野乃花・片岡未優・・清水理子・中村朱里・根本凪・蛭田愛梨・的場華鈴・山崎夏菜・大和明桜・鹿目凛・葉月梨花・水沢心愛・水戸しのぶ                                                       |
| 11月3日  | 冬スポ!!WINTER SPORTS FESTA17                                                                                        | 幕張メッセ 国際展示場６ホール                                | 赤組 [奥村野乃花・鶴見萌・中村朱里・根本凪・的場華鈴・大和明桜] |
| 11月3日  | 第15回（平成29年度）観音崎フェスタ                                                                                   | 神奈川県立観音崎公園内観音崎園地                             | サジタリアス流星群 |
| 11月4日  | ヤなことそっとミュート presents puddle                                                                               | 代官山UNIT                                                   | 赤組 [奥村野乃花・鶴見萌・中村朱里・根本凪・的場華鈴・大和明桜] |
| 11月7日  | バロンiドール杯ゲーム部門 第1節                                                                                      | ヴィレッジヴァンガード渋谷本店                               | 的場華鈴・清水理子・葉月梨花・水戸しのぶ |
| 11月18日 | 冬スポ!!WINTER SPORTS FESTA17                                                                                        | さいたまスーパーアリーナ コミュニティアリーナ                | 赤組 [奥村野乃花・中村朱里・根本凪・的場華鈴・大和明桜] |
| 11月18日 | SHIGA IDOL COLLECTION 2017                                                                                           | 守山市民ホール大ホール                                       | サジタリアス流星群（岡田彩夢・片岡未優・隈本茉莉奈・清水理子・蛭田愛梨・山崎夏） |
| 11月19日 | A&Gオールスター2017                                                                                                  | パシフィコ横浜大ホール ロビーステージ                        | |
| 11月21日 | バロンiドール杯 第2シーズン 第1節                                                                                    | ジョモニスタ戸田店                                           | 岡田彩夢・片岡未優・隈本茉莉奈・中村朱里・山崎夏菜・大和明桜・鹿目凛・葉月梨花・樋口彩・水沢心愛・水戸しのぶ                                                                             |
| 11月25日 | 新星堂presents iPop Monthly Fes vol.66                                                                               | 池袋サンシャインシティ 噴水広場                              | 奥村野乃花・岡田彩夢・片岡未優・隈本茉莉奈・清水理子・中村朱里・根本凪・蛭田愛梨・的場華鈴・山崎夏菜・大和明桜・鹿目凛・葉月梨花・樋口彩・水沢心愛・水戸しのぶ・三浜ありさ               |
| 11月26日 | 冬スポ!!WINTER SPORTS FESTA17                                                                                        | パシフィコ横浜 Bホール                                       | 赤組 [奥村野乃花・鶴見萌・中村朱里・根本凪・的場華鈴・大和明桜] |
| 11月26日 | IDOL Pop’n Party Vol.30                                                                                              | TOKYO FM HALL                                                | サジタリアス流星群 |
| 12月1日  | 秋葉原ディアステージ 10th Anniversary DEARSTAGE SHOWCASE 2017 WINTER                                                 | 品川プリンスホテル クラブex                                  | |
| 12月4日  | バロンiドール杯ゲーム部門 第2節                                                                                      | ヴィレッジヴァンガード渋谷本店B2F                            | 清水理子・的場華鈴 |
| 12月5日  | Moet Is Still Here                                                                                                   | 新宿MARZ                                                     | 鶴見萌生誕イベント |
| 12月9日  | 新宿区若者のつどい2017                                                                                               | 新宿文化センター                                             | 奥村野乃花・鶴見萌・中村朱里・的場華鈴・大和明桜 |
| 12月10日 | 冬スポ!!WINTER SPORTS FESTA17                                                                                        | ナゴヤドーム アリーナ                                        | 岡田彩夢・奥村野乃花・片岡未優・清水理子・鶴見萌・中村朱里 |
| 12月15日 | バロンiドール杯 第2シーズン 第2節                                                                                    | キャプテン翼スタジアム戸田                                   | 岡田彩夢・隈本茉莉奈・鶴見萌・中村朱里・山崎夏菜・大和明桜・葉月梨花・樋口彩・水沢心愛・水戸しのぶ・片岡未優                                                                             |
| 12月19日 | なんてったってハロプロライブ vol.18                                                                                  | TwinBox GARAGE                                               | 大和明桜 |
| 12月25日 | Christmas Party Live 12.25 ～聖なる迷い人の集い～                                                                    | タワーレコード渋谷店 B1F CUTUP STUDIO                        | 岡田彩夢・奥村野乃花・片岡未優・隈本茉莉奈・清水理子・鶴見萌・中村朱里・根本凪・蛭田愛梨・的場華鈴・山崎夏菜・大和明桜                                                                   |
| 12月27日 | HiGH VOLTAGE Special -ROCKING iD-                                                                                    | 心斎橋サンホール                                             | 奥村野乃花・鶴見萌・中村朱里・的場華鈴・大和明桜 |
| 12月30日 | アイドル横丁大忘年会!!〜2017円SP!!〜                                                                                 | Zepp Tokyo                                                   | |
| 12月30日 | 的場華鈴17歳の挑戦！〜華のセブンティーン〜                                                                           | 表参道GROUND                                                 | 的場華鈴生誕イベント |

| 2018年         | 2018年                                                                | 2018年                                              | 2018年                                                      |
| 公演日         | 公演名                                                                | 会場                                                | 備考                                                        |
| -------------- | --------------------------------------------------------------------- | --------------------------------------------------- | ----------------------------------------------------------- |
| 1月3日         | TOKYO IDOL PROJECT ×@JAM 「ニューイヤープレミアムパーティー2018」     | お台場・⻘海周辺エリア                              | 虹のコンキスタドール・ベボガ！                              |
| 1月6日         | 冬スポ!! WINTER SPORTS FESTA17                                        | さいたまスーパーアリーナ コミュニティアリーナ       | サジタリアス流星群 ミニライブ＆特典会                       |
| 1月8日         | アイドルジェネレーション vol.51 in Zepp Tokyo ～2018年あけおめSP!！～ | Zepp Tokyo                                          | ラジオNIKKEI公開収録ライブ                                  |
| 1月20日        | IDOL Pop’n Party                                                      | 表参道GROUND                                        | サジタリアス流星群                                          |
| 1月25日        | バロンiドール杯 第2シーズン 第3節（フットサル部門）                   | キャプテン翼スタジアム戸田                          |                                                             |
| 1月28日        | りっこりこにしてやんよ ver.2.1                                        | 恵比寿CreAto                                        | 清水理子生誕イベント                                        |
| 1月30日        | 大人への第一歩！〜20th Birthday Party〜                               | 新宿MARZ                                            | 中村朱里生誕イベント                                        |
| 2月4日         | 冬スポ!!WINTER SPORTS FESTA17                                         | 幕張メッセ 国際展示場6ホール                        | ミニライブ＆特典会                                          |
| 2月7日         | 子ども以上大人未満 #かたおかみゆ初生誕                                | 恵比寿CreAto                                        | 片岡未優生誕イベント                                        |
| 2月14日        | 恋する☆ディアステージ2018                                             | 渋谷WWW X                                           |                                                             |
| 2月24日        | @JAM the Field vol.13                                                 | 新宿BLAZE                                           |                                                             |
| 2月25日        | バロンiドール杯 第2シーズン 第4節（フットサル部門）                   | キャプテン翼スタジアム 横浜元町                     |                                                             |
| 3月1日         | バロンiドール杯 第2シーズン 第4節（ゲーム部門）                       | ヴィレッジヴァンガード渋谷本店B2イベントスペース    |                                                             |
| 3月4日         | でんぱ組.inc Road To 愛踊祭2018 ～ 全世界IDOL応援PROJECT ～[東京公演] | EXシアター六本木                                    |                                                             |
| 3月5日         | 私アイリと申します。歳は14のバースデーガール！！                      | 恵比寿CreAto                                        | 蛭田愛梨生誕イベント                                        |
| 3月8日         | MARQUEE祭 Vol.10                                                      | TSUTAYA O-EAST                                      |                                                             |
| 3月16日        | この瞬間 世界の中心は間違いなく根本凪 生誕祭2018                      | 秋葉原ディアステージ                                |                                                             |
| 3月18日        | 虹と電流とソーダ水と。〜さよなら星咲く日々〜                          | AKIBAカルチャーズ劇場                               | 根本凪の生誕イベント                                        |
| 3月24日        | ミュージックパーク ～Girls＆Music Theater～                           | 山野ホール                                          |                                                             |
| 3月25日        | バロンiドール杯 第2シーズン 第5節（フットサル部門）                   | キャプテン翼スタジアム 横浜元町                     |                                                             |
| 3月26日        | DEARSTAGE WEEK supported by japanぐる～ヴ（BS朝日）                   | 品川プリンスホテルクラブeX                          | ディアステージ選抜＜Day1＞根本凪、清水理子出演              |
| 4月1日         | 東海アイドル万博2018                                                  | DIAMOND HALL                                        |                                                             |
| 4月3日         | バロンiドール杯 第2シーズン 第5節（ゲーム部門）2部                    | ヴィレッジヴァンガード渋谷本店B2イベントスペース    |                                                             |
| 4月15日        | @JAM THE WORLD 春のジャムまつり！2018                                 | 新宿ReNY                                            |                                                             |
| 4月21日        | iPop Fes Vol.70 ～70回記念公演～ 3部                                  | 池袋サンシャインシティ噴水広場                      |                                                             |
| 4月28日        | リアル脱出ゲーム『ニコニコ超刑務所からの脱出』                        | 幕張メッセ国際展示場 1～11ホール イベントホール     | ニコニコ超会議2018 生放送                                   |
| 4月29日        | バロンiドール杯 第2シーズン 第6節（フットサル部門）                   | キャプテン翼スタジアム 横浜元町                     |                                                             |
| 5月3日         | MARQUEE祭 Vol.13                                                      | TSUTAYA O-WEST                                      |                                                             |
| 5月4日         | IDOL Pop’n Party                                                      | 品川インターシティホール                            |                                                             |
| 5月4日         | DSGW in VV渋谷本店                                                    | ヴィレッジヴァンガード渋谷本店                      | ディアステージ×ヴィレヴァン渋谷本店によるスペシャルイベント |
| 5月5日         | ヨコハマカワイイパーク2018                                            | 山下公園                                            |                                                             |
| 5月6日         | VDC Presents Live「Vocal & Dance Collection Vol. 2」                  | 新木場STUDIO COAST                                  |                                                             |
| 5月12日        | バロンiドール杯強化合宿2018                                           | 東京ー茨城ー東京                                    | ファンとのバスツアー 一泊合宿イベント                       |
| 5月13日        | バロンiドール杯強化合宿2018                                           | 東京ー茨城ー東京                                    | ファンとのバスツアー 一泊合宿イベント                       |
| 5月24日        | 第3回とりあえず祝いの1曲打ちますか! ～JKとローマーンースー～          | 表参道GROUND                                        | 大和明桜生誕イベント                                        |
| 5月25日        | せーのでチャチャチャ!キュアチャンス誕生!!                             | Zirco Tokyo                                         | 山崎夏菜生誕イベント                                        |
| 5月26日        | @JAM 2018                                                             | Zepp DiverCity（TOKYO）                             |                                                             |
| 5月26日‐6月3日 | 夢みる☆ディアステージ in サンリオピューロランド 2018 2度寝            | サンリオピューロランド                              |                                                             |
| 6月9日         | ロックの日だよ全員集合! AKIBA HEAT UP LIVE!!                          | AKIBAカルチャーズ劇場                               |                                                             |
| 6月20日        | MARQUEE祭 Vol.15                                                      | 渋谷TSUTAYA O-WEST                                  |                                                             |
| 6月23日        | アイドルジェネレーション vol.53 in Zepp Tokyo ～ Rainbow Refrain ～   | Zepp Tokyo                                          | ラジオNIKKEI公開収録ライブ                                  |
| 6月23日        | バロンiドール杯 第2シーズン 最終節（ゲーム部門）                      | ヴィレッジヴァンガード渋谷本店                      | ヴィレッジバンガード杯                                      |
| 6月24日        | バロンiドール杯 第2シーズン 最終節（フットサル部門）                  | キャプテン翼スタジアム 戸田                         | バロンiドール杯                                             |
| 7月7日         | アイドル横丁夏まつり!!〜2018〜                                        | 横浜赤レンガパーク                                  |                                                             |
| 7月21日        | 加賀温泉郷フェス2018                                                  | 山代温泉 瑠璃光                                     |                                                             |
| 7月22日        | SEKIGAHARA IDOL WARS 2018 〜関ケ原唄姫合戦〜                          | 岐阜・桃配運動公園                                  |                                                             |
| 7月26日        | 茉莉奈、20歳もあなたと一緒に居たいっちゃん♡〜Harmony Of Happiness〜   | 大塚Hearts Next                                     | 隈本茉莉奈 初生誕イベント                                   |
| 7月29日        | 六本木アイドルフェスティバル2018                                      | SUMMER STATION LIVEアリーナ（六本木ヒルズアリーナ） |                                                             |
| 8月3日         | TOKYO IDOL FESTIVAL 2018                                              | DREAM STAGE SMILE GARDEN                            |                                                             |
| 8月4日         | TOKYO IDOL FESTIVAL 2018                                              | SMILE GARDEN                                        |                                                             |
| 8月5日         | TOKYO IDOL FESTIVAL 2018                                              | INFOCENTRE SMILE GARDEN FUJI YOKO STAGE SKY STAGE   |                                                             |
| 8月7日         | ディア氷2018                                                          | 秋葉原ディアステージ                                | かき氷特典会 片岡未優・清水理子・大和明桜                   |
| 8月8日         | ディア氷2018                                                          | 秋葉原ディアステージ                                | ミニライブ かき氷特典会 片岡未優・隈本茉莉奈                |
| 8月8日         | Forever 青春〜高校3年生18歳の夏！〜                                   | 大塚Hearts Next                                     | 岡田彩夢 生誕イベント                                       |
| 8月10日        | ディア氷2018                                                          | 秋葉原ディアステージ                                | かき氷特典会 隈本茉莉奈・山崎夏菜                           |
| 8月14日        | ディア氷2018                                                          | 秋葉原ディアステージ                                | ミニライブ かき氷特典会 中村朱里・山崎夏菜・大和明桜        |
| 8月15日        | ディア氷2018                                                          | 秋葉原ディアステージ                                | ミニライブ かき氷特典会 岡田彩夢・中村朱里                  |
| 8月21日        | MARQUEE×DEARSTAGE祭 Vol.1                                             | 渋谷TSUTAYA O-EAST                                  |                                                             |
| 8月25日        | @JAM EXPO 2018                                                        | 横浜アリーナ                                        |                                                             |
| 8月26日        | Animelo Summer Live 2018 “OK!”                                        | さいたまスーパーアリーナ / けやきひろば             |                                                             |
| 8月28日        | ディア氷2018                                                          | 秋葉原ディアステージ                                | ミニライブ かき氷特典会 岡田彩夢・片岡未優・鶴見萌          |
| 9月1日         | iPop Fes Vol.73 3部                                                   | 池袋サンシャインシティ 噴水広場                     |                                                             |
| 9月22日        | iPopfes 7周年記念Special stage -3rd stage-                            | 新宿ReNY                                            |                                                             |
| 9月28日        | LEADI STORM                                                           | 新宿ReNY                                            |                                                             |
| 10月13日       | 劇団サンバカーニバル feat. CAMP JAPAN in 富士スピードウェイ           | 富士スピードウェイ内 イベント広場特設ステージ       | FM FUJI 収録ライブ                                          |
| 10月14日       | KFBまつり                                                             | 宝来屋 郡山総合体育館                               | KFB福島放送 収録ライブ                                      |
| 10月16日       | shibuya stairs                                                        | 渋谷TSUTAYA O-WEST                                  |                                                             |
| 10月18日       | iCON DOLL LOUNGE ~2018AW COLLECTION~                                  | 渋谷ストリームホール                                |                                                             |
| 10月20日       | iPop Fes Vol.74 3部                                                   | 池袋サンシャインシティ 噴水広場                     |                                                             |
| 11月3日        | A&Gアーティスト大集合！ 東京タワー・うた祭！しゃべり祭！              | 東京タワー                                          |                                                             |
| 11月3日        | 冬スポ!!WINTER SPORTS FESTA18                                         | 幕張メッセ 6ホール                                  | ミニライブ＆特典会                                          |
| 11月4日        | 桜泉祭                                                                | 日本大学 生産工学部〈学内 中央野外ステージ〉        | サジタリアス流星群                                          |
| 11月10日       | 冬スポ!!WINTER SPORTS FESTA18                                         | 東京ビッグサイト 東1ホール                          | ミニライブ＆特典会                                          |
| 11月11日       | SHIGA IDOL COLLECTION ～ 2 0 1 8 Autumn～                             | 野洲文化ホール大ホール                              | 滋賀県遠征                                                  |
| 11月17日       | 冬スポ!!WINTER SPORTS FESTA18                                         | さいたまスーパーアリーナ コミュニティアリーナ       | ミニライブ＆特典会                                          |
| 11月18日       | 推しフェス～ガールズレコメンドLIVE～ Vol.1 Powered by UtaTen          | マイナビBLITZ赤坂                                   |                                                             |
| 11月22日       | わーすた Presents わんわんにゃんにゃん秋祭り                          | 日テレらんらんホールエリア（よみうりランド内）      |                                                             |
| 11月23日       | iPop Fes Vol.75 2部                                                   | 池袋サンシャインシティ 噴水広場                     |                                                             |
| 11月24日       | ワングーフェス                                                        | つくばセンター広場                                  |                                                             |
| 11月25日       | かつしかアイドルステージ                                              | 東京理科大学 葛飾キャンパス 中庭                    |                                                             |
| 11月25日       | 冬スポ!!WINTER SPORTS FESTA18                                         | パシフィコ横浜 Bホール                              | ミニライブ＆特典会                                          |
| 12月4日        | 鶴見萌生誕祭〜11 & 22〜                                               | TIAT SKY HALL                                       | 鶴見萌生誕イベント                                          |
| 12月8日、９日  | ファンクラブイベント in沖縄                                           | 沖縄かりゆしアーバンリゾート                        | FC会員限定イベント 羽田ー沖縄ー羽田ツアー                   |
| 12月15日       | iPop Fes Vol.76 3部                                                   | 池袋サンシャインシティ 噴水広場                     |                                                             |
| 12月19日       | MARQUEE祭Vol.22                                                       | 渋谷TSUTAYA 0-WEST                                  |                                                             |
| 12月21日       | TERASHIMA KAWAII FESTIVAL vol.1                                       | 新宿ReNY                                            |                                                             |
| 12月27日       | 虹のコンキスタドールCafé                                              | AREA-Q ANNEX                                        | ミニライブ＆特典会 特設カフェは12月7日～30日開設            |
| 12月30日       | 天使なんかじゃない！〜18歳、立派な虹コンの太陽になる〜                | Zirco Tokyo                                         | 的場華鈴生誕イベント                                        |

| 2019年   | 2019年 | 2019年                                                      | 2019年                                                     |
| 公演日   | 公演名 | 会場                                                        | 備考                                                       |
| -------- | --- | ----------------------------------------------------------- | ---------------------------------------------------------- |
| 1月2日   | NewYear Premium Party 2019                                                                                   | お台場・⻘海周辺エリア                                      |                                                            |
| 1月4日   | 冬スポ!!WINTER SPORTS FESTA18                                                                                | さいたまスーパーアリーナ コミュニティアリーナ               | ミニライブ＆特典会                                         |
| 1月5日   | 虹コンなりの成人式                                                                                           | ZeppTokyo                                                   |                                                            |
| 1月6日   | アイドルジェネレーション vol.55～2019年あけおめ!!＆太田里織菜バースデーSP!!～ in Zepp Tokyo                  | ZeppTokyo                                                   |                                                            |
| 1月12日  | 冬スポ!!WINTER SPORTS FESTA18                                                                                | パシフィコ横浜 Ｄホール                                     | ミニライブ＆特典会                                         |
| 1月16日  | choir loft Vol.5                                                                                             | 新宿LOFT                                                    |                                                            |
| 1月19日  | 隈本茉莉奈のPianoTime♪#01 公開生配信（1部・2部）                                                             | Bar Vacancy                                                 |                                                            |
| 1月20日  | 第7回 台北國際動漫節 2019 TAIPEI INTERNATIONAL COMICS & ANIMATION FESTIVAL                                   | 台北南港展覧館 ICHIBAN JAPAN STAGE                          |                                                            |
| 1月21日  | 第7回 台北國際動漫節 2019 TAIPEI INTERNATIONAL COMICS & ANIMATION FESTIVAL                                   | 台北南港展覧館 ICHIBAN JAPAN STAGE                          |                                                            |
| 1月21日  | SAMURAI GIRLS FESTIVAL 2019 WINTER in TAIPEI                                                                 | CLAPPER STUDIO （台北）                                     |                                                            |
| 1月27日  | MX IDOL FESTIVAL Vol.6                                                                                       | ZeppTokyo                                                   |                                                            |
| 1月29日  | SHIMIROCK FESTIVAL’19                                                                                        | 大塚 Hearts next                                            | 清水理子生誕イベント                                       |
| 2月2日   | あかりんのゲーム大会2019                                                                                     | 下北沢 Garden                                               | 中村朱里生誕イベント                                       |
| 2月3日   | 冬スポ!!WINTER SPORTS FESTA18                                                                                | 幕張メッセ 4ホール                                          | ミニライブ＆特典会                                         |
| 2月5日   | EVOLUTION POP! Vol.35                                                                                        | TSUTAYA O-WEST                                              |                                                            |
| 2月7日   | オトナの階段のぼっちゃいますか！？ #みゆてんはたちにき                                                       | 新宿MARZ                                                    | 片岡未優 生誕イベント 本人の体調不良により延期             |
| 2月9日   | mini TIF in HOKKAIDO vol.1（１部・2部）                                                                      | KRAPS HALL                                                  |                                                            |
| 2月10日  | JAM GEM JUMP !!! リアルイベント～先輩、勉強させていただきます！～                                            | 神田明神ホール                                              |                                                            |
| 2月20日  | オトナの階段のぼっちゃいますか！？ #みゆてんはたちにき                                                       | 大塚Hearts Next                                             | 片岡未優 生誕イベント                                      |
| 2月22日  | #かたおかみゆとにゃんにゃんにゃん                                                                            | Bar Vacancy                                                 |                                                            |
| 2月23日  | Appare! World vol.3                                                                                          | 白金高輪 SELENE b2                                          |                                                            |
| 2月26日  | ONE AND ONLY                                                                                                 | 新宿BLAZE                                                   |                                                            |
| 3月2日   | JC卒業公演                                                                                                   | ソフマップAKIBA①号店 サブカル・モバイル館8F                 | ミニライブ＆特典会                                         |
| 3月3日   | @JAM×TALE in HongKong 2019                                                                                   | 香港 MUSIC ZONE@E-Max                                       |                                                            |
| 3月5日   | あいり、JCからJKへ！ちゅーがくせい最後の生誕祭                                                               | 大塚Hearts next                                             | 蛭田愛梨生誕イベント                                       |
| 3月8日   | 清水理子LINE LIVE☆アイドル図鑑『ぴんすぽ』                                                                   |                                                             | LINE LIVE生配信                                            |
| 3月9日   | IDORISE!! FESTIVAL 2019-DAY-                                                                                 | O Group6会場連動                                            |                                                            |
| 3月10日  | MiracleluminalΣMOSAIC.LIVE!!~MOSAIC.WAV 15th Anniv.~                                                         | 渋谷duo MUSIC EXCHANGE                                      |                                                            |
| 3月15日  | eQリーグ 2019 1stシーズン                                                                                    | 神田明神ホール                                              | 中村朱里 出演                                              |
| 3月16日  | 昨日誕生日でも(実話)、ディアステージ命                                                                       | 秋葉原ディアステージ                                        | 根本凪生誕祭                                               |
| 3月24日  | Double Blue                                                                                                  | AKIBAカルチャーズ劇場                                       |                                                            |
| 3月24日  | LAVILITH 音楽祭儀「Music Magi」1st coven                                                                     | 渋谷WWW X                                                   |                                                            |
| 3月27日  | まりなとピアノごはん                                                                                         | Bar Vacancy                                                 | 隈本茉莉奈ピアノ演奏会                                     |
| 3月31日  | sparkling×Metamorphose                                                                                       | 表参道GROUND                                                | 根本凪生誕イベント                                         |
| 4月7日   | ディアステ名古屋1周年                                                                                        | 秋葉原ディアステージ名古屋店                                | 片岡未優 出演                                              |
| 4月8日   | 相沢梨紗のラジオ活動「DSサテライト」                                                                         | 秋葉原ディアステージ                                        |                                                            |
| 4月11日  | MARQUEE祭Vol.27                                                                                              | TSUTAYA O-WEST                                              |                                                            |
| 4月13日  | eQリーグ 2019 1stシーズン                                                                                    | 神田明神ホール                                              |                                                            |
| 4月17日  | Dear☆Stageへようこそ♡Vol.02                                                                                  | 渋谷duo MUSIC EXCHANGE                                      |                                                            |
| 4月20日  | iPop Fes Vol.80                                                                                              | 池袋サンシャインシティ噴水広場                              |                                                            |
| 4月27日  | LIVE SHOW CASE 2019〜アイドルの加速器になりたい〜                                                            | 山野ホール                                                  |                                                            |
| 5月1日   | RAD JAM | DIAMOND HALL                                                |                                                            |
| 5月2日   | Dear Stage & Arc Jewel presents THE GOLDEN IDOL FES 2019 IN 野音 ～帰ってきたゴールデンコンビ～              | 日比谷野外音楽堂                                            |                                                            |
| 5月3日   | アイドルジェネレーション vol.56 ～2019：ゴールデンウイークSP in Zepp Tokyo                                   | Zepp Tokyo                                                  |                                                            |
| 5月4日   | ヨコハマカワイイパーク                                                                                       | 山下公園                                                    |                                                            |
| 5月9日   | MARQUEE祭 Vol.30                                                                                             | 渋谷TSUTAYA O-EAST                                          |                                                            |
| 5月10日  | MX IDOL FESTIVAL Vol.9                                                                                       | マイナビBLITZ赤坂                                           |                                                            |
| 5月15日  | MARQUEE祭 Vol.31                                                                                             | 渋谷TSUTAYA O-WEST                                          |                                                            |
| 5月18日  | IDOL CONTENT EXPO ＠ イオンモール幕張新都心 supported by ダイキサウンド ～また帰ってきたよ！初夏の大無銭祭～ | イオンモール幕張新都心 グランドモール 1階グランドスクエア   |                                                            |
| 5月23日  | 第4回 とりあえず祝の1曲打ちますか！ ～キラキラセブンティーンはじめまーす♪～                                  | 大塚Hearts next                                             | 大和明桜 生誕イベント                                      |
| 5月24日  | 俺特!THE LIVE vol.1                                                                                          | Daikanyama SPACE ODD                                        |                                                            |
| 5月25日  | はなぢでた！17歳のチャンにフォーリンラブ♡                                                                    | Zirco Tokyo                                                 | 山崎夏菜 生誕イベント                                      |
| 5月26日  | @JAM 2019 Day2 〜SUPER LIVE〜                                                                                | Zepp DiverCity                                              |                                                            |
| 6月1日   | FLOWER UP! Supported by FUJIFILM instax SQUARE SQ10                                                          | 大阪・心斎橋SUNHALL                                         |                                                            |
| 6月7日   | ディアステージとパーフェクトミュージックがなにかを発表する合同ライブ。きりひらけ！れいわっ！at ZEPP TOKYO    | Zepp Tokyo                                                  |                                                            |
| 6月9日   | LAVILITH 音楽祭儀「Music Magi」2nd coven                                                                     | 赤羽ReNY alpha                                              |                                                            |
| 6月13日  | MARQUEE祭 Vol.32                                                                                             | 渋谷TSUTAYA O-WEST                                          |                                                            |
| 6月15日  | たぬきゅん＆キティのズッ友♡Forever☆ in サンリオピューロランド 2019                                           | サンリオピューロランド                                      |                                                            |
| 6月16日  | たぬきゅん＆キティのズッ友♡Forever☆ in サンリオピューロランド 2019                                           | サンリオピューロランド                                      |                                                            |
| 6月18日  | giRls Talk!!! 1.                                                                                             |                                                             | RakutenLIVE                                                |
| 6月22日  | たぬきゅん＆キティのズッ友♡Forever☆ in サンリオピューロランド 2019                                           | サンリオピューロランド                                      |                                                            |
| 6月23日  | たぬきゅん＆キティのズッ友♡Forever☆ in サンリオピューロランド 2019                                           | サンリオピューロランド                                      |                                                            |
| 6月25日  | MARQUEE祭 Vol.33                                                                                             | 渋谷duo MUSIC EXCHANGE                                      |                                                            |
| 6月28日  | RIONYAN QUEST ～始まりの村～                                                                                 | Zirco Tokyo                                                 | 山本莉唯 生誕イベント                                      |
| 6月30日  | 令和初の！ディアステージ海開きライブ                                                                         | OTODAMA SEA STUDIO                                          |                                                            |
| 7月24日  | 渋谷LOFT9アイドル倶楽部vol.6                                                                                 | LOFT9 Shibuya                                               |                                                            |
| 7月28日  | 六本木アイドルフェスティバル2019                                                                             | 六本木ヒルズアリーナ                                        |                                                            |
| 7月29日  | 茉莉奈とMelodious Night♡2019                                                                                 | 大塚Hearts Next                                             | 隈本茉莉奈 生誕イベント                                    |
| 7月31日  | DEARSTAGE新人ユニットお披露目LIVE                                                                            | 渋谷WWW X                                                   |                                                            |
| 8月2日   | TOKYO IDOL FESTIVAL2019                                                                                      | SKY STAGE INFO CENTRE                                       |                                                            |
| 8月3日   | TOKYO IDOL FESTIVAL2019                                                                                      | DREAM STAGE SMILE GARDEN IDOL SUMMER JAMBOREE ACOUSTIC      |                                                            |
| 8月4日   | TOKYO IDOL FESTIVAL2019                                                                                      | HOT STAGE FUJI YOKO STAGE                                   |                                                            |
| 8月10日  | 帰したくない！帰さない！彩夢の虜になっちゃいな♡〜うれし！はずかし！ときめき！LAST TEEN！〜                   | 表参道GROUND                                                | 岡田彩夢 生誕イベント                                      |
| 8月12日  | ミニライブイベント                                                                                           | ヴィレッジヴァンガード渋谷本店B2F                           | ミニライブ＆特典会                                         |
| 8月13日  | 東海アイドル万博2019                                                                                         | Zepp Nagoya                                                 |                                                            |
| 8月14日  | JUPITER SUMMER FESTA 2019                                                                                    | 大分・城島高原パーク内 特設ステージ                         |                                                            |
| 8月15日  | DEEP FLAME〜閃光プラネタゲート深海誉生誕〜                                                                   | 大塚Hearts＋                                                |                                                            |
| 8月19日  | エンドレスサマー 2019                                                                                        | 渋谷duo MUSIC EXCHANGE                                      |                                                            |
| 8月21日  | MARQUEE祭 Vol.38                                                                                             | TSUTAYA O-EAST                                              |                                                            |
| 8月25日  | @JAM EXPO 2019                                                                                               | 横浜アリーナ                                                | ブルーベリーステージ・トークステージ・ストロベリーステージ |
| 9月1日   | Animelo Summer Live 2019 -STORY-                                                                             | さいたまスーパーアリーナ けやきひろば アニメロSTORYステージ |                                                            |
| 9月1日   | iPopFes Vol.82～ディアステ祭～                                                                               | 池袋サンシャインシティ 噴水広場                             | ミニライブ＆特典会                                         |
| 9月7日   | MX IDOL FESTIVAL Vol.11                                                                                      | Zepp DiverCity                                              |                                                            |
| 9月7日   | 天音みほ生誕祭 son du ciel ～Mon anniversaire 2019～                                                         | Studio Freedom                                              | 中村朱里 出演                                              |
| 9月7日   | 出張！六本木アイドルフェスティバルin激辛グルメ祭り vol.2                                                     | 新宿BLAZE                                                   |                                                            |
| 9月8日   | ディアステ横丁 〜1丁目〜                                                                                     | 渋谷duo MUSIC EXCHANGE                                      |                                                            |
| 9月8日   | ワクワク♡GAYNBOW 〜魁の征服者〜                                                                              | 渋谷duo MUSIC EXCHANGE                                      |                                                            |
| 9月14日  | NATSUZOME 2019                                                                                               | Zepp Tokyo                                                  |                                                            |
| 9月15日  | アイドルぽけっと！                                                                                           | TSUTAYA O-EAST                                              |                                                            |
| 9月22日  | 天晴れ！×虹コン×バンもん！ MAXX NAKAYOSHI 3マンライブ                                                        | 恵比寿LIQUIDROOM                                            |                                                            |
| 9月22日  | ぺろりん祭～みんな大好き～                                                                                   | 恵比寿LIQUIDROOM                                            | 鹿目凛 生誕イベント                                        |
| 9月23日  | MX IDOL FESTIVAL Vol.12                                                                                      | Zepp Tokyo                                                  |                                                            |
| 9月27日  | ＃鶴見萌育成計画 EXTRA 〜アイドル5歳の誕生日〜                                                               | スナックしろくま                                            | FC会員限定イベント                                         |
| 9月28日  | 水島精二20周年記念公演～精二の監督成人式～                                                                   | ヒューリックホール東京                                      |                                                            |
| 10月6日  | ＼虹コンと一緒に♡／「RAINBOW JAM2019」応援上映会！！！                                                       | ユナイテッド・シネマ アクアシティお台場 3番スクリーン       |                                                            |
| 10月15日 | 映画『FIND』完成披露上映会                                                                                   | ユナイテッド・シネマアクアシティお台場                      | 鶴見萌がW主演                                              |
| 10月15日 | ＃かたおかみゆだよ ただいま会 in なごやディアステ                                                            | ディアステージ名古屋店                                      | 片岡未優 出演                                              |
| 10月16日 | ＃かたおかみゆだよ ただいま会 in なごやディアステ                                                            | ディアステージ名古屋店                                      | 片岡未優 出演                                              |
| 10月20日 | 月が綺麗ですね                                                                                               | 白金高輪SELENE b2                                           |                                                            |
| 10月25日 | 究極超超☆閃光大大大決戦～無限アニバーサリー COSMO！～                                                        | 渋谷WWWX                                                    | 閃光プラネタゲート主催ライブ                               |
| 10月26日 | iPop Fes Vol.83 3部                                                                                          | 池袋サンシャインシティ 噴水広場                             |                                                            |
| 10月31日 | SHIBUYAアルティメットハロウィン2019                                                                          | TSUTAYA O-EAST                                              |                                                            |
| 11月1日  | #鶴見萌育成計画 EXTRA.2 〜1日遅れのハロウィン・ナイト〜                                                      | スナックしろくま                                            | FC会員限定イベント                                         |
| 11月3日  | 冬スポ!!19                                                                                                   | 幕張メッセ 1ホール                                          | ミニライブ＆特典会 ※観覧フリー                             |
| 11月3日  | 愛川こずえ生誕Live2019                                                                                       | SHIBUYA THE GAME                                            | 的場華鈴 出演                                              |
| 11月4日  | ♯DSPM文化祭                                                                                                  | 白金高輪 SELENE b2                                          |                                                            |
| 11月8日  | 冬スポ!!19                                                                                                   | さいたまスーパーアリーナ コミュニティアリーナ               | ミニライブ＆特典会 ※観覧フリー                             |
| 11月9日  | SHIGA IDOL COLLECTION 2019 Autumn                                                                            | 野洲文化ホール 大ホール                                     |                                                            |
| 11月16日 | #DSPM湯会 | 東京天然温泉 古代の湯                                       |                                                            |
| 11月17日 | 冬スポ!!19                                                                                                   | パシフィコ横浜 Bホール                                      |                                                            |
| 11月18日 | TOKYO IDOL NET presents アイドルカメラ部 写真展 ソレイユの丘 2019                                            | 富士フイルム西麻布ビル1階ホール                             | トークイベント 大和明桜 出演                               |
| 11月23日 | OPC fes. -B.C.-                                                                                              | 新木場STUDIO COAST                                          |                                                            |
| 11月29日 | GIRLS♥GIRLS♥GIRLS presents RAINBOW Fes.                                                                      | Veats SHIBUYA                                               |                                                            |
| 11月30日 | IDOL CONTENT EXPO ＠ イオンモール幕張新都心 supported by ダイキサウンド ～帰ってきた！冬の大無銭祭～         | イオンモール幕張新都心 グランドモール 1階グランドスクエア   |                                                            |
| 11月30日 | 冬スポ!!19                                                                                                   | イオンモール幕張新都心 グランドモール 1階グランドスクエア   | ミニライブ＆特典会 ※観覧フリー                             |
| 12月6日  | プライベートパーティー                                                                                       | Jamieエーエヌケーラフォーレ原宿店                           | 片岡未優 出演                                              |
| 12月7日  | 冬スポ＠ナゴヤドーム                                                                                         | ナゴヤドーム アリーナ                                       | ミニライブ＆特典会 ※観覧フリー                             |
| 12月9日  | 23’s Dinner Show                                                                                             | 品川プリンスホテル アネックスタワー5F プリンスホール        | 鶴見萌 生誕イベント                                        |
| 12月17日 | ピンキー！生誕祭2019～みんなと一緒にハッピンキー！～                                                         | TSUTAYA O-WEST                                              | 根本凪 出演                                                |
| 12月22日 | iDOL on-LINE X’mas LIVE powered by UtaTen                                                                    | 渋谷duo MUSIC EXCHANGE                                      |                                                            |
| 12月24日 | mini TIF vol.62「mini TIFクリスマスSP!!」                                                                    | 神田明神ホール                                              |                                                            |
| 12月25日 | エアトリpresents毎日がクリスマス〜聖なる☆ディアステージ vol.2〜                                              | 横浜赤レンガ倉庫1号館 3Fホール                              |                                                            |
| 12月30日 | でんぱ組.inc presents ⼤忘年会2019!!!                                                                        | 新木場 STUDIO COAST                                         |                                                            |

| 2020年   | 2020年                                                                                          | 2020年                                    | 2020年                           |
| 公演日   | 公演名                                                                                          | 会場                                      | 備考                             |
| -------- | ----------------------------------------------------------------------------------------------- | ----------------------------------------- | -------------------------------- |
| 1月2日   | TOKYO IDOL PROJECT × @JAM ニューイヤープレミアムパーティー2020                                  | お台場・⻘海周辺エリア                    |                                  |
| 1月16日  | 的場華鈴 生誕祭 まとフェス                                                                      | 白金高輪SELENE b2                         | 的場華鈴 生誕イベント            |
| 1月19日  | MX IDOL FESTIVAL Vol.14                                                                         | ZeppTokyo                                 |                                  |
| 1月20日  | 渋谷LOFT9アイドル倶楽部vol.12                                                                   | LOFT9 Shibuya                             | ゲスト：蛭田愛梨                 |
| 1月28日  | SHIMIPOP FESTIVAL 2020                                                                          | 吉祥寺CLUB SEATA                          | 清水理子 生誕イベント            |
| 1月30日  | あかりんぱーてぃー vol.1                                                                        | 表参道GROUND                              | 中村朱里 生誕イベント            |
| 2月2日   | 冬スポ!!19                                                                                      | 幕張メッセ ５ホール                       | ミニライブ＆特典会               |
| 2月6日   | SHIMIPOP NIGHT 2020                                                                             | スナックしろくま                          | FC会員限定イベント               |
| 2月7日   | 今を生きるみゆてんは無敵だっ♡♡#圧倒的かたおかみゆ                                               | 大塚Hearts+                               | 片岡未優生誕イベント             |
| 2月9日   | MX IDOL FESTIVAL Vol.15                                                                         | 豊洲PIT                                   |                                  |
| 2月13日  | #鶴見萌育成計画 EXTRA.3 ～受け取ってくれる…？～                                                 | スナックしろくま                          | FC会員限定イベント               |
| 2月14日  | ENGAG.ING presents『君が今食べてるチョコ、何が入っていると思う？？』                            | 品川プリンス クラブex                     |                                  |
| 2月17日  | 根本凪 白熊印のクリームソーダ屋 一匹め                                                          | スナックしろくま                          | FC会員限定イベント               |
| 2月19日  | 中村朱里 あかりんぱーてぃー番外編                                                               | スナックしろくま                          | FC会員限定イベント               |
| 2月22日  | @JAM the Field vol.17                                                                           | 新宿BLAZE                                 |                                  |
| 3月27日  | #DSPM STREAM FESTIVAL 前夜祭                                                                    | -                                         | ライブ配信                       |
| 3月28日  | #DSPM STREAM FESTIVAL                                                                           | -                                         | ライブ配信                       |
| 3月29日  | #DSPM STREAM FESTIVAL                                                                           | -                                         | ライブ配信                       |
| 6月1日   | 虹のコンキスタドール初夏の合同誕生会！ -蛭田愛梨/山崎夏菜/大和明桜/山本莉唯 配信ライブ by DSTV- | -                                         | ライブ配信                       |
| 6月21日  | ONLINE YATSUI FESTIVAL! 2020                                                                    | -                                         | ライブ配信                       |
| 7月4日   | サンリオピューロランドにエールを！〜でぃあふぁみりぃ〜                                          | -                                         | ライブ配信                       |
| 8月15日  | ニコニコネット超会議2020夏                                                                      | -                                         | ニコニコ生放送                   |
| 8月30日  | ＠JAM ONLINE FESTIVAL 2020                                                                      | -                                         | ライブ配信                       |
| 9月26日  | JA全中ファーマーズマーケット『10月2日は直売所の日』PRイベント                                   | -                                         | 的場華鈴、鶴見萌、清水理子が参加 |
| 9月27日  | ぺろりん生誕2020「ぺろりんのおうち 〜おいでよ虹コン〜」                                         | -                                         | ZAIKOライブ配信                  |
| 10月2日  | TOKYO IDOL FESTIVAL オンライン 2020                                                             | TIF LIVE STREAM（お台場・青海周辺エリア） |                                  |
| 10月24日 | @JAM the Field vol.18                                                                           | 恵比寿LIQUIDROOM                          | 2部のみ                          |
| 10月25日 | DSインドア体育音楽祭                                                                            | -                                         | オンライン生配信のみ。夜の部のみ |
| 11月3日  | @JAM×アイドル横丁 presents 「秋葉原アイドルサーキット vol.0」                                   | AKIBAカルチャーズ劇場／神田明神ホール     | 1部のみ                          |
| 11月9日  | EVOLUTION POP! ONLINE SPECIAL 3                                                                 |                                           | ニコニコ生放送（配信）           |
| 11月10日 | 超おうちでぽぷろないと1 -絶対爆レス！まぶたをソーシャルディスタンス-                            |                                           | Thumva（配信）                   |
| 12月27日 | 合同生誕祭「鶴見萌 Moet of the World」／「的場華鈴 太陽の向こう側」                             | TSUTAYA O-EAST                            | 鶴見萌生誕イベント               |
| 12月27日 | 合同生誕祭「鶴見萌 Moet of the World」／「的場華鈴 太陽の向こう側」                             | TSUTAYA O-EAST                            | 的場華鈴生誕イベント             |

| 2021年  | 2021年 | 2021年                                             | 2021年                                           |
| 公演日  | 公演名 | 会場                                               | 備考                                             |
| ------- | --- | -------------------------------------------------- | ------------------------------------------------ |
| 1月2日  | TOKYO IDOL PROJECT × @JAM ニューイヤープレミアムパーティー2021                                                                                          | Zepp Tokyo                                         |                                                  |
| 1月9日  | 新春！わくわく♡歌絵ランド |                                                    | 配信ライブ。隈本茉莉奈、清水理子、岡田彩夢が参加 |
| 1月13日 | #DSPMGLAMPING | 恵比寿LIQUIDROOM                                   |                                                  |
| 2月5日  | EVOLUTION POP! ONLINE SPECIAL 4 |                                                    | ニコニコ生放送                                   |
| 2月10日 | 渋谷LOFT9 アイドル俱楽部vol.20 | 無観客配信                                         | 大和明桜出演                                     |
| 2月20日 | @JAM the Field vol.19 | 新宿BLAZE                                          | 楽天・ミクチャ配信                               |
| 3月14日 | Task have Fun対バンシリーズ「タスクフォースvol.2」振替公演                                                                                              | 横浜ベイホール                                     | 1部のみ                                          |
| 3月14日 | IDORISE!! FESTIVAL 2021 @O-EAST DAY2 -NIGHT TIME- | TSUTAYA O-EAST                                     |                                                  |
| 4月3日  | 清水理子・中村朱里・蛭田愛梨合同生誕イベント 「清水理子 SHIMILOID FESTIVAL 2021」/「中村朱里 あかりんぱーてぃーvol.2」/「蛭田愛梨 HAPPY SEVENTEEN DAY」 | 代官山UNIT                                         | 清水理子・中村朱里・蛭田愛梨合同生誕イベント     |
| 4月24日 | @JAM THE WORLD 春のジャムまつり！2021 | 新宿BLAZE                                          | 2部                                              |
| 5月2日  | #DSPMGOLDENFES【DAY2 / 昼の部】 虹のコンキスタドール女性限定イベント「虹コンガールズミーティングvol.2」                                                 | 代官山UNIT                                         | 無料生配信（アーカイブ）                         |
| 5月5日  | #DSPMGOLDENFES FINAL Chaos and Cosmos | 代官山UNIT                                         | 無料生配信（アーカイブ）                         |
| 5月30日 | @JAM 2021＜Day2〜SUPER LIVE〜＞ | Zepp DiverCity（TOKYO）                            | 2部                                              |
| 6月4日  | TOKYO GIRLS GIRLS | 大手町三井ホール                                   |                                                  |
| 6月12日 | プラズマでんぱフェス2021 | USEN STUDIO COAST                                  |                                                  |
| 6月18日 | 大和明桜・山崎夏菜合同生誕イベント「大和明桜 第5回 とりあえず祝の1曲うちますか！〜19才未成年の主張〜」/「山崎夏菜ナインティーンはみせいねん♡」          | TSUTAYA O-WEST                                     | 大和明桜・山崎夏菜合同生誕イベント               |
| 6月19日 | RAD JAM前夜祭 at ReNY limited vol.3 | ReNY limited                                       |                                                  |
| 6月20日 | RAD JAM | Aichi Sky Expo                                     |                                                  |
| 6月26日 | でぃあふぁみりぃ 2021 in サンリオピューロランド | サンリオピューロランド・エンターテインメントホール | 1部                                              |
| 7月6日  | キミ推しフェス | Zepp Haneda                                        | 無料生配信（アーカイブ）                         |

| 2023年  | 2023年 | 2023年                 | 2023年 |
| 公演日  | 公演名 | 会場                   | 備考   |
| ------- | --- | ---------------------- | ------ |
| 2月25日 | @JAM the Field vol.23 | お台場・⻘海周辺エリア |        |
| 2月28日 | dot yell fes 2周年SP |                        |        |
| 4月16日 | 静岡アイドルフェスティバル イン つま恋 |                        |        |
| 4月22日 | @JAM THE WORLD 春のジャムまつり!2023 |                        |        |
| 5月4日  | Fang Music Fes #01 |                        |        |
| 5月6日  | 歌舞伎町UP GATE↑↑ |                        |        |
| 5月28日 | @ JAM 2023 Day2〜SUPER LIVE〜 |                        |        |
| 6月10日 | #DSPMLIVE | 下北沢ADRIFT           |        |
| 6月11日 | TIF ASIA TOUR 2023 in Tokyo |                        |        |
| 6月12日 | 女性限定サーキットイベント Queen &Princess SP | harevutai              |        |
| 6月16日 | Remember Girl’s Power !! （オンコロライブ） Spin Out Program『アイドルと学ぶ「小児がん・AYA世代のがん、臨床試験、がん検診」のことトーク&ライブ Vol.2』 | 南大塚ホール           |        |
| 6月17日 | YATSUI FESTIVAL! 2023『 やついフェス×渋谷怪談夜会』 |                        |        |
| 6月19日 | TIF ASIA TOUR 2023 in Tokyo | O-EAST                 |        |
| 7月1日  | 超NATSUZOME2023 |                        |        |
| 7月15日 | SPARK 2023 in YAMANAKAKO |                        |        |
| 7月16日 | @JAM CONNECT vol.2 |                        |        |
| 11月4日 | 鷲崎健のヨルナイト×ヨルナイト presents ヨナヨナ・フェス2023～ゲージューはバクハツだ!                                                                   | LINE CUBE SHIBUYA      |        |